# Folter
Folter (auch Marter oder Tortur) ist das gezielte Zufügen von psychischem oder physischem Leid (Schmerz, Angst, massive Erniedrigung), um Aussagen zu erpressen, den Willen des Folteropfers zu brechen oder das Opfer zu erniedrigen. Die UN-Antifolterkonvention wertet jede Handlung als Folter, bei der Träger staatlicher Gewalt einer Person „vorsätzlich starke körperliche oder geistig-seelische Schmerzen oder Leiden zufügen, zufügen lassen oder dulden, um beispielsweise eine Aussage zu erpressen, um einzuschüchtern oder zu bestrafen“. Folter ist trotz weltweiter Ächtung eine weitverbreitete Praxis. Verantwortliche werden meist nicht zur Rechenschaft gezogen.

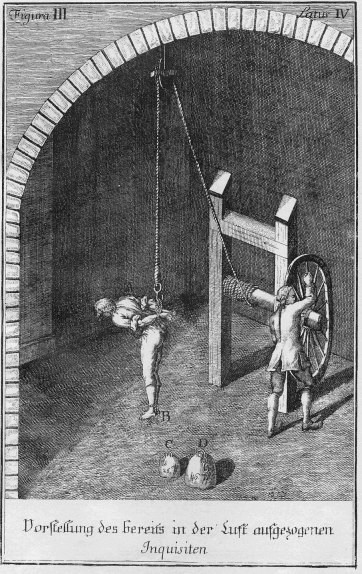
Abbildung aus der Constitutio Criminalis Theresiana, Folter durch Hochziehen mit der Winde, auch Pfahlhängen oder Strappado genannt

## Rechtliche Situation

### Völkerrechtliche Bestimmungen
Verschiedene völkerrechtliche Bestimmungen enthalten ein Folterverbot.
Art. 5 der Allgemeinen Erklärung der Menschenrechte (AEMR) der Vereinten Nationen besagt:

„Niemand darf der Folter oder grausamer, unmenschlicher oder erniedrigender Behandlung oder Strafe unterworfen werden.“

Ähnlich drücken es Art. 3 der Europäischen Menschenrechtskonvention (EMRK) des Europarats und wortgleich Artikel 4 der Charta der Grundrechte der Europäischen Union aus:

„Niemand darf der Folter oder unmenschlicher oder erniedrigender Strafe oder Behandlung unterworfen werden.“

Übereinkommen gegen Folter und andere grausame, unmenschliche oder erniedrigende Behandlung oder Strafe vom 10. Dezember 1984 (kurz: UN-Antifolterkonvention), Teil I, Artikel 1 (1):

„Im Sinne dieses Übereinkommens bezeichnet der Ausdruck ‚Folter‘ jede Handlung, durch die einer Person vorsätzlich große körperliche oder seelische Schmerzen oder Leiden zugefügt werden, zum Beispiel um von ihr oder einem Dritten eine Aussage oder ein Geständnis zu erlangen, um sie für eine tatsächlich oder mutmaßlich von ihr oder einem Dritten begangene Tat zu bestrafen oder um sie oder einen Dritten einzuschüchtern oder zu nötigen, oder aus einem anderen, auf irgendeiner Art von Diskriminierung beruhenden Grund, wenn diese Schmerzen oder Leiden von einem Angehörigen des öffentlichen Dienstes oder einer anderen in amtlicher Eigenschaft handelnden Person, auf deren Veranlassung oder mit deren ausdrücklichem oder stillschweigendem Einverständnis verursacht werden. Der Ausdruck umfasst nicht Schmerzen oder Leiden, die sich lediglich aus gesetzlich zulässigen Sanktionen ergeben, dazu gehören oder damit verbunden sind.“

Die Allgemeine Erklärung der Menschenrechte der Vereinten Nationen stellt kein unmittelbar anwendbares Recht dar. Dagegen kann die Europäische Menschenrechtskonvention von allen Bürgern aus den 47 Staaten des Europarats direkt beim Europäischen Gerichtshof für Menschenrechte eingeklagt werden. Seit Ratifizierung des Vertrag von Lissabons haben – mit Ausnahme von Großbritannien und Polen – die Bürger der EU zusätzlich die Möglichkeit, die Charta der Grundrechte der Europäischen Union vor dem Europäischen Gerichtshof einzuklagen.
Weitere völkerrechtliche Folterverbote finden sich im Internationalen Pakt über bürgerliche und politische Rechte Art. 7 IPbpR und in der Antifolterkonvention der Vereinten Nationen. Das Folterverbot ist absoluter Natur, von welchem auch in Notfällen nicht abgewichen werden darf, vgl. Art. 15 Abs. 2 EMRK, Art. 4 Abs. 2 IPbpR.

### Gesetzeslage

#### Deutschland
Im Recht der Bundesrepublik Deutschland ist ein Verbot der Folter verfassungsrechtlich in Art. 1 Abs. 1 GG und in Art. 104 Abs. 1 Satz 2 GG verankert:

„Die Würde des Menschen ist unantastbar.“

„Festgehaltene Personen dürfen weder seelisch noch körperlich mißhandelt werden.“

Das Folterverbot wird durch verschiedene Bestimmungen des deutschen Straf- und Strafprozessrechts abgesichert. § 340 StGB Körperverletzung im Amt und § 343 StGB Aussageerpressung sind Straftatbestände (Amtsdelikt). So wird es Vorgesetzten durch § 357 StGB verboten, ihre Mitarbeiter zu rechtswidrigen Taten zu verleiten oder auch nur solche zu dulden.
Ferner sind Aussagen, die unter der Androhung von Folter erpresst werden, in einem Gerichtsverfahren nicht verwertbar (§ 136a StPO).
Die Rechtmäßigkeit der sogenannten Rettungsfolter ist höchstrichterlich noch nicht geklärt und in der juristischen Literatur umstritten.

#### Österreich
Das Folterverbot wurde 1776 eingeführt. Verstöße sind nach § 312 StGB Quälen oder Vernachlässigen eines Gefangenen bzw. seit 2012 nach § 312a StGB Folter strafbar.

#### Liechtenstein
Die Misshandlung von Gefangenen und Folter sind strafbar, § 312 StGB Quälen oder Vernachlässigen eines Gefangenen bzw. seit 2019 § 312a StGB Folter.

#### Schweiz
Die Schweiz hat die UN-Antifolterkonvention ratifiziert, aber nicht umgesetzt. Weder Folter noch die Misshandlung von Gefangenen sind in der Schweiz ein expliziter Straftatbestand, doch gelten selbstverständlich die Bestimmungen betreffend Nötigung und Körperverletzung. In den Kantonen Zürich (§ 148 GoG, vgl. BGE 137 IV 269), St. Gallen und Appenzell Innerrhoden genießen Beamte die relative Immunität, vgl. Art. 7 Abs. 2 lit b StPO. Bei Misshandlungen in Polizeigewahrsam prüft jeweils eine nicht richterliche Stelle, ob aus Opportunitätsgründen die Immunität der fehlbaren Polizeibeamten aufgehoben werden soll oder nicht.

## Geschichte bis 1989

### Imperium romanum
Im gesamten antiken Römischen Reich wurden verschiedene Foltermethoden angewendet. Im römischen Recht galt grundsätzlich der Schutz der römischen Bürgerrechte, und eines der wichtigsten Rechte eines römischen Bürgers war der Rechtsschutz vor Folter; wobei Ausnahmen bestanden. Ähnlich wie das antike Rom keinen expliziten Polizeiapparat kannte, gab es in der römischen Welt keine spezialisierte Berufsgruppe, die ausschließlich mit Hinrichtungen oder besonders grausamen Ausführungen von Strafen, im Sinne einer Folter, befasst waren. Die Folter wurde in der römischen Rechtsordnung in erster Linie als eine Maßnahme angesehen, die für Nicht-Bürger und Sklaven vorgesehen war, insbesondere in Strafverfahren, um Informationen zu gewinnen oder Geständnisse zu erzwingen. Dazu gehören: Folter als Mittel zu verwenden, um von Verdächtigen oder Gefangenen Informationen zu erhalten, insbesondere in Zeiten militärischer Auseinandersetzungen oder bei politischen Aufständen. In Rom gab es offizielle Formen der Folter, die auf Sklaven angewendet wurden, da sie gesetzlich als unzuverlässige Zeugen galten.
- Tortura (Folter)

Das allgemeine Wort für Folter war lateinisch tortura, abgeleitet vom Verb lateinisch torquere ‚drehen‘ ‚winden‘ oder  ‚foltern‘ bedeutet. Es beschrieb eine körperliche Misshandlung, die oft darauf abzielte, einen Verdächtigen zu einem Geständnis zu zwingen oder Informationen zu erhalten. Die Methoden der tortura waren variabel und wurden von den Verhältnissen und der Schwere des Verbrechens bestimmt.
- Interrogatio per torturam (Befragung durch Folter)

Dieser Ausdruck beschreibt die offizielle Praxis, Verdächtige unter Folter zu verhören, um von ihnen ein Geständnis oder Informationen zu erhalten. Die Praxis wurde durch römisches Recht geregelt, und in vielen Fällen durften nur Sklaven und nicht römische Bürger unter Folter verhört werden.

### Heiliges Römisches Reich und Deutschland

#### Wurzeln im römischen Recht
Die geschichtlichen Wurzeln der Folterpraxis des deutschen Spätmittelalters liegen im römischen Recht. Dies kannte die Folter ursprünglich nur gegenüber Sklaven, seit dem 1. nachchristlichen Jahrhundert aber bei Majestätsverbrechen (crimen laesae maiestatis, also Hochverrat) auch gegenüber Bürgern.
Das deutsche Lehnwort „Folter“ leitet sich aus dem lateinischen Wort poledrus ‚Fohlen‘ her, der Bezeichnung für ein pferdeähnliches Foltergerät.
Es gab zwei Wege, auf denen römisches Recht in das deutsche Recht des Mittelalters importiert wurde. Zum einen war es das Kirchenrecht, das sich – mit dem Zentrum der Papstkirche in Rom – von jeher am römischen Recht orientiert hatte (Merksatz: Ecclesia vivit lege Romana ‚die Kirche lebt nach römischem Recht‘).
Der zweite Weg, der zur Übernahme des römischen Rechts in das deutsche mittelalterliche Recht führte, war die sogenannte Rezeption. In Italien griff man seit dem beginnenden 12. Jahrhundert, vor allem an der Universität von Bologna, aufgrund einer wohl im 10. Jahrhundert wiederentdeckten Handschrift der Digesten (aus der großen justinianischen Rechtssammlung des 6. Jahrhunderts, dem Corpus iuris civilis, „Gesamtwerk des bürgerlichen Rechts“) auf verarbeitetes traditionelles altrömisches und (vor-)klassisches Recht zurück, das am Ausgang der Antike auf eine tausendjährige Entwicklung zurückblicken konnte. Die Rezeption verlief in und für Deutschland über mehrere Schritte, die der Glossatoren und Kommentatoren, und in der wissenschaftlichen Auseinandersetzung über den usus modernus, sowie mündend in den Pandektismus, über die Historische Rechtsschule. Auch im Heiligen Römischen Reich, wo weltliche Herrschaftsträger sich immer wieder mit kirchlichen Einrichtungen und deren rechtlich geschulten Klerikern auseinanderzusetzen hatten, schickte man nun Studenten zum Studium der – im Reich nicht existierenden – Rechtswissenschaft an italienische Hochschulen. Sie traten nach Abschluss ihrer Studien als Träger römisch-rechtlicher Vorstellungen in die deutsche Rechtspraxis ein.

#### Mittelalter

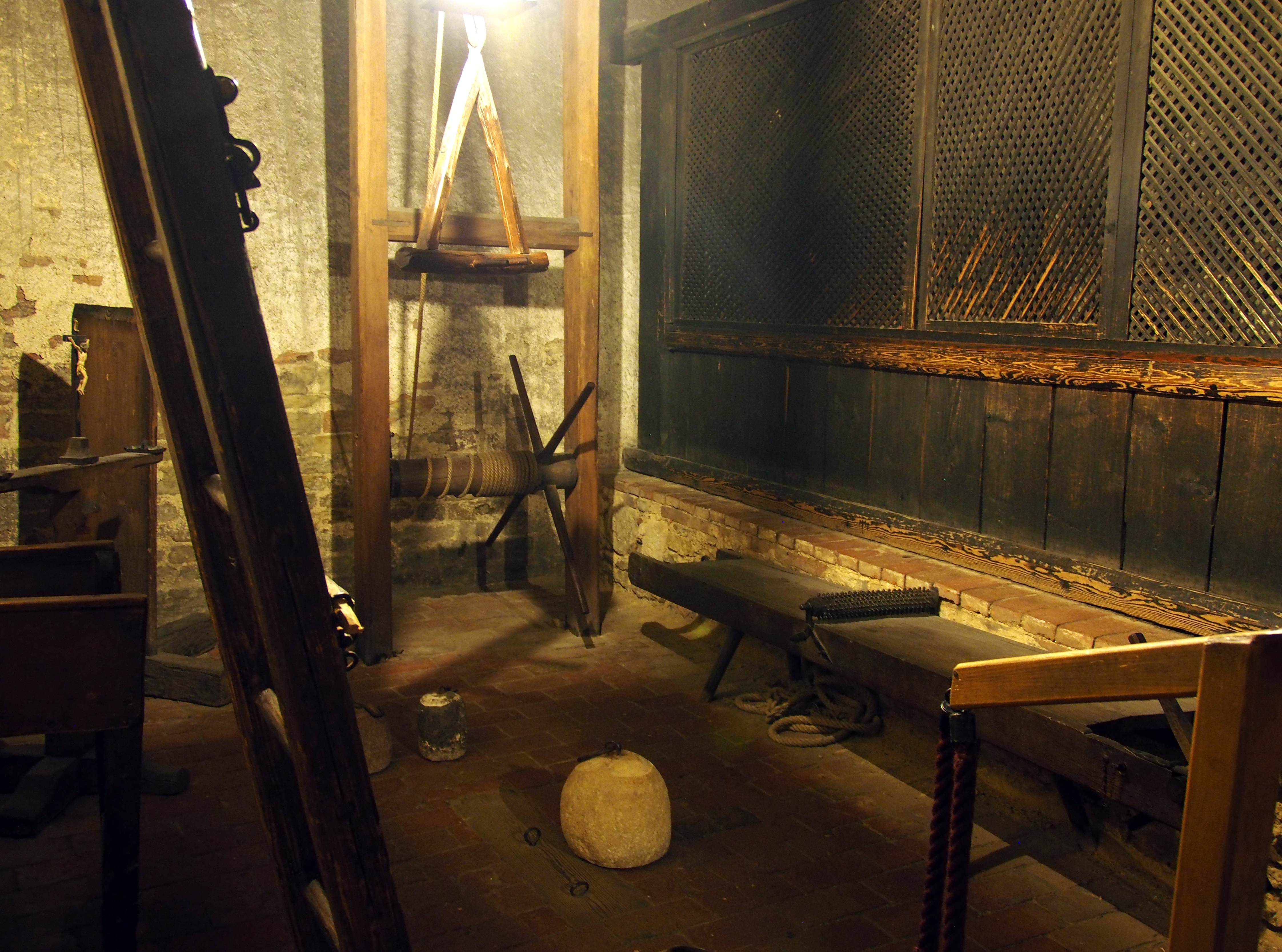
Fragstatt im Alten Rathaus Regensburg – Nachbildung eines Verhörraumes mit einer Folterkammer

Das Recht des deutschen Mittelalters war überwiegend von – nur teilweise schriftlich niedergelegtem – Gewohnheitsrecht geprägt, das sich örtlich und zeitlich unterschiedlich entwickelte und nicht wissenschaftlich-systematisch begründet und rational durchdrungen war.
Hatten Kirchenväter und Päpste vor der Jahrtausendwende die Anwendung von Folter noch ausdrücklich abgelehnt, so änderte sich das im spätmittelalterlichen Kampf der Kirche gegen die häretischen Bewegungen der Katharer (Hauptgruppe: Albigenser) und der Waldenser. 1252 erließ Papst Innozenz IV. seine Bulle Ad Extirpanda. Er rief in ihr die Kommunen Norditaliens auf, der Ketzerei verdächtige Personen mit Hilfe der Folter zum Eingeständnis ihrer Irrtümer zu zwingen, „ohne ihnen die Glieder zu zerschlagen und ohne sie in Lebensgefahr zu bringen“. Diese später auf ganz Italien ausgedehnte und von späteren Päpsten bestätigte Anordnung wurde im 13. Jahrhundert auch im Heiligen Römischen Reich im kirchlichen Strafverfahren, der Inquisition, von den dazu verpflichteten weltlichen Behörden angewandt.
Nach mittelalterlicher Auffassung konnte eine Verurteilung entweder auf Grund der Aussage zweier glaubwürdiger Augenzeugen oder auf Grund eines Geständnisses erfolgen. Hingegen konnten bloße Indizien, selbst wenn sie noch so zwingend auf die Schuld des Angeklagten hinwiesen, oder die Aussage eines einzelnen Zeugen keine Verurteilung rechtfertigen. Diese Auffassung sah man durch bestimmte Bibelstellen wie Dtn 17,6  und Mt 18,16  gestützt.
Andere Bezeichnungen für Folter waren Marter, Tortur, Frage in der Strenge bzw. Frage in der Schärfe oder Peinliche Befragung. Die Folter selbst war keine Strafe, sondern eine Maßnahme des Strafverfahrensrechts und sollte eine Entscheidungsgrundlage liefern. Im Mittelalter wurden sowohl Folter mit physischen Auswirkungen als auch die sogenannte Weiße Folter praktiziert.

#### Spätmittelalter und beginnende Neuzeit
| Gebiet/Stadt            | Jahr               |
| ----------------------- | ------------------ |
| Augsburg                | 1321               |
| Straßburg               | 1322               |
| Speyer                  | 1322               |
| Köln                    | 1322               |
| Regensburg              | 1338               |
| Nürnberg                | 1350–1371          |
| Freiburg i. Br.         | 1361               |
| Bamberg                 | 1381–1397          |
| Frankfurt a. M.         | 2. Hälfte 14. Jhd. |
| Brünn (Mähren)          | 1384–1390          |
| Büdingen (Wetterau)     | 1391               |
| Friedberg (Wetterau)    | 1395               |
| Memmingen               | 1403               |
| Mergentheim             | 1416               |
| Görlitz                 | 1416               |
| Leipziger Schöffenstuhl | 1350–1500          |
| Breslau                 | 1448–1509          |
| Ofen (Buda)             | 1421               |
| Hamburg                 | 1427               |
| München                 | 1428               |
| Cham (Oberpfalz)        | 1438               |
| Wien                    | 1441               |
| Konstanz                | 1450               |
| Osnabrück               | 1459               |
| Hildesheim              | 1463               |
| Schweidnitz             | 1465               |
| Würzburg                | 1468               |
| Quedlinburg             | 1477               |
| Basel                   | 1480               |
| Ellwangen               | 1488               |

In der weltlichen Gerichtsbarkeit wurde die Folter im Heiligen Römischen Reich seit Anfang des 14. Jahrhunderts praktiziert. Sie entwickelte sich gegen Ende des Mittelalters als Mittel des Strafverfahrensrechts und wurde meist so definiert: Ein von einem Richter rechtmäßig in Gang gebrachtes Verhör unter Anwendung körperlicher Zwangsmittel zum Zwecke der Erforschung der Wahrheit über ein Verbrechen.
Zu den theoretischen Fundamenten der Folteranwendung im Heiligen Römischen Reich im Römischen Recht kamen etwa seit dem 14. Jahrhundert auch praktische Bedürfnisse der Verbrechensbekämpfung hinzu. Die Auflösung alter Stammes- und Sippenstrukturen hatte zu sozialer und auch örtlicher Mobilität geführt, mit der auch eine verstärkte Kriminalitätsentwicklung einherging. Verarmende Ritter, umherziehende Landsknechte, reisende Scholaren, wandernde Handwerksburschen, Gaukler, Bettler und sonstiges fahrendes Volk machten die Landstraßen unsicher. Raubüberfälle und Morde waren an der Tagesordnung. Die sogenannten „landschädlichen Leute“ bildeten ein teilweise organisiertes Gewerbs- und Gewohnheitsverbrechertum. Es bedrohte Handel und Wandel und damit die Grundlagen des Wohlstandes vor allem in den Städten, für die die Bekämpfung der Kriminalität daher zu einer Lebensnotwendigkeit wurde.
Das überkommene deutsche Strafverfahrensrecht war für eine wirksame Verbrechensbekämpfung weitgehend untauglich. Es beruhte auf der Vorstellung, dass die Reaktion auf begangenes Unrecht allein Sache des Betroffenen und seiner Sippe war. Verbrechensbekämpfung war keine öffentliche Aufgabe. Die Rechtsordnung hatte den Beteiligten zwar geregelte Formen für ihre Auseinandersetzung (Eid, Gottesurteil, Zweikampf) zur Verfügung gestellt, aber zu einem Verfahren war es lange Zeit nur auf Klage des Betroffenen oder seiner Sippe hin gekommen. Es galt das Prinzip: „Wo kein Kläger, da kein Richter“. Dieser heute noch für den deutschen Zivilprozess geltende Grundsatz lag lange Zeit auch dem Strafverfahrensrecht zugrunde. Für den Kampf der staatlichen Obrigkeit gegen die „landschädlichen Leute“ war dieser Verfahrenstyp weitgehend ungeeignet.
So griff man auf einen anderen Verfahrenstypus zurück, der sich in der Kirche entwickelt hatte, nämlich das sogenannte Inquisitionsverfahren (von lateinisch inquirere ‚erforschen‘). Es ging nun nicht mehr um eine formale Beweisführung (durch Eid, Gottesurteil, Zweikampf – die letzteren beiden Beweismittel hatte die Kirche im vierten Laterankonzil von 1215 ohnedies verboten), sondern um die materielle Wahrheit.
Der Beweis durch zwei Augenzeugen spielte dabei in der Praxis keine bedeutende Rolle. Er konnte nur zum Zuge kommen, wenn der Verbrecher sich bei seiner Tat von zwei Zeugen hatte beobachten lassen und wenn er ungeschickt genug gewesen war, diese Zeugen überleben zu lassen. So wurde im Inquisitionsverfahren das Geständnis des Beschuldigten zur „Königin aller Beweismittel“, und das Geständnis erlangte man oft mit Hilfe der Folter.
Ganz überwiegend vertrat man die Meinung, dass die Folter ein notwendiges Mittel zur Erforschung der Wahrheit in Strafsachen sei und dass Gott dem Unschuldigen die Kraft verleihen werde, die Qualen der Folter ohne ein Geständnis zu überstehen.
Die Anwendung der Folter breitete sich im Laufe des Spätmittelalters und der frühen Neuzeit nahezu im gesamten Heiligen Römischen Reich aus.
Gesetzliche Regelungen zum Gebrauch der Folter existierten zunächst nicht. Dies führte zu einer weitgehend willkürlichen Folterpraxis. Vielfach waren es juristisch nicht gebildete Laienrichter, die über die Folterung zu entscheiden hatten.

#### Gesetzliche Regelungen im 15. bis 17. Jahrhundert
Willkürliche Folterungen infolge fehlender gesetzlicher Regelungen führten zu Klagen.
Ein auf Deutsch geschriebenes Rechtsbuch, der um 1436 in Schwäbisch Hall verfasste Klagspiegel, geißelte die Missstände der Strafjustiz und versuchte, den Beschuldigten Anleitungen zu geben, wie sie sich gegen unfähige und willkürliche Richter, „närrische Heckenrichter in den Dörfern“, mit juristischen Mitteln zur Wehr setzen könnten. Die Folter, so forderte der Autor, dürfe nur „messiglich auß vernunft“ angewendet werden.
Das 1495 errichtete Reichskammergericht berichtete dem Reichstag zu Lindau 1496/97, dass bei ihm Beschwerden eingegangen seien, wonach Obrigkeiten „Leute unverschuldet und ohne Recht und redliche Ursache zum Tode verurteilt und richten lassen haben sollen“.

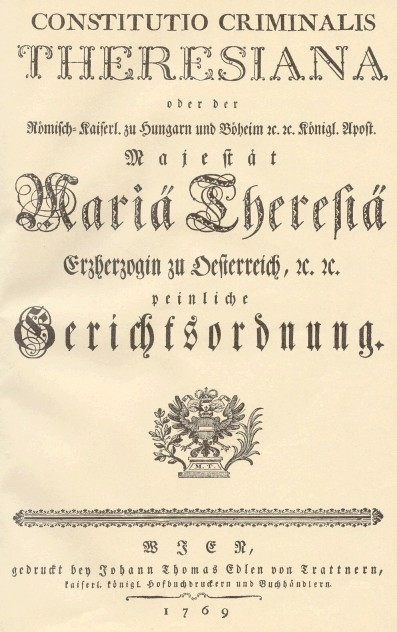
Titel der Constitutio Criminalis Theresiana von Kaiserin Maria Theresia

1498 beschloss der Reichstag von Freiburg „eine gemeine Reformation und Ordnung in dem Reich führzunehmen, wie man in Criminalibus procedieren solle“. Fünf Reichstage befassten sich in Folge mit der geforderten Regelung von Strafverfahren. Der 1532 in Regensburg abgehaltene Reichstag stimmte der „Peinlichen Gerichtsordnung Kaiser Karls V.“ zu.
Besonders eingehend regelte dieses neue Gesetz die Folter. Sie durfte danach nur angewendet werden, wenn gegen den Beschuldigten schwerwiegende Verdachtsgründe vorlagen und wenn diese Verdachtsgründe durch zwei gute Zeugen oder die Tat selbst durch einen guten Zeugen bewiesen waren. Vor der Entscheidung über die Anwendung der Folter müsse dem Angeklagten Gelegenheit zur Entlastung gegeben werden. Selbst bei feststehenden Verdachtsgründen dürfe nur gefoltert werden, wenn die gegen den Angeklagten vorliegenden Gründe schwerwiegender als die für seine Unschuld sprechenden Gründe seien. Das Maß der Folterung habe sich nach der Schwere der Verdachtsgründe zu richten. Ein unter der Folter abgelegtes Geständnis dürfe nur verwertet werden, wenn der Angeklagte es mindestens einen Tag später bestätige. Auch dann müsse der Richter es noch auf seine Glaubwürdigkeit überprüfen. Der Gebrauch der Folter entgegen den Vorschriften des Gesetzes müsse zur Bestrafung der Richter durch ihr Obergericht führen.
Die Peinliche Gerichtsordnung führte eine Reihe von Schutzklauseln zu Gunsten des Beschuldigten ein. Gemessen an den Maßstäben der Zeit war es fortschrittlich. Aber auch nach diesen Maßstäben wies es Lücken auf. Vor allem regelte es nicht Art und Maß der Folter und die Voraussetzungen ihrer wiederholten Anwendung, sondern überließ all dies der „ermessung eyns guten vernünfftigen Richters“. Insofern brachten manchmal erst spätere Territorialgesetze nähere Regelungen, z. B. die bayerische Malefiz-Prozessordnung von 1608.
Im Großen und Ganzen hat die Peinliche Gerichtsordnung, die als Reichsrecht erst mit der Auflösung des Heiligen Römischen Reiches im Jahre 1806 das Ende ihrer Geltung fand (als Landesrecht konnte sie auch später noch angewendet werden), ihr Ziel zurückhaltenderen Foltergebrauches wohl erreicht. In manchen Städten und Territorien ist sie in dieser Richtung durch städtische oder Territorialgesetze noch ergänzt, teilweise modifiziert worden. Dazu kamen differenzierte Lehren zur Folter, die die lange Zeit im Reich dominierende italienische Strafrechtswissenschaft entwickelte.

#### Hexenprozesse

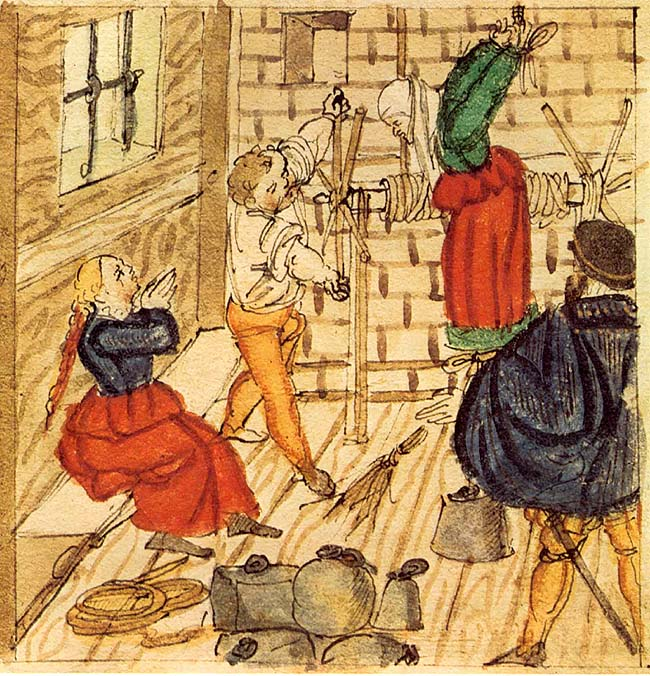
Folter von Frau und Tochter eines Fuhrmanns in Mellingen, 1577. (Wickiana, Zentralbibliothek Zürich)

Nahezu unwirksam war die Peinliche Gerichtsordnung bei den massenhaften Hexenverfolgungen in der zweiten Hälfte des 16. Jahrhunderts und im 17. Jahrhundert. Für diese Hexenverfolgungen war es – ebenso wie für die zeitlich meist früheren Ritualmordbeschuldigungen gegen Juden – kennzeichnend, dass man so lange, so heftig und so oft folterte, bis die von den Peinigern erwünschten Geständnisse vorlagen. Verschärfend kam hinzu, dass die so Verhörten oftmals selbst dem entsprechenden Aberglauben anhingen und mit den zu gestehenden Wahnbildern vertraut waren.
Die Begründung für die Missachtung der Peinlichen Gerichtsordnung bei den großen Hexenverfolgungen war auf katholischer wie auf protestantischer Seite die gleiche. Die Hexerei sei ein crimen exceptum, ein Ausnahmeverbrechen (so der katholische Weihbischof in Trier Peter Binsfeld in seinem berühmt-berüchtigten Hexentraktat von 1589), ein crimen atrocissimum, ein Verbrechen schrecklichster Art (so der Lutheraner und sächsische Rechtsgelehrte Benedikt Carpzov in einem 1635 erschienenen Kriminallehrbuch) – bei solchen Verbrechen brauche man die normalen Verfahrensregelungen nicht zu beachten.
Die Rechtsprechung des Reichskammergerichts war in den 255 Fällen, in denen es Verfahren mit Bezügen zum Hexereidelikt durchzuführen hatte, streng an der Peinlichen Gerichtsordnung orientiert. Es lehnte die Theorie vom Ausnahmeverbrechen ab und verlangte, dass alle Indizien auf ihren Wahrheitsgehalt untersucht werden müssten, bevor es zu einer Folterung kommen durfte.
Wegbereitend für die Beendigung der Folterpraxis in Hexenprozessen war die Cautio Criminalis, eine Stellungnahme des Jesuiten Friedrich Spee gegen die Folter in Hexenprozessen (1631).

#### Abschaffung der Folter im 18. Jahrhundert

##### Vordenker
Vereinzelte Bedenken gegen den Sinn und die Rechtmäßigkeit der Folter hat es schon im Mittelalter gegeben. Der geistesgeschichtliche Kampf gegen die Folter setzte bereits vor der Aufklärung und überwiegend außerhalb Deutschlands ein. Der Humanist, Philosoph und Theologe Juan Luis Vives, ein spanischer Judenkonvertit, lehnte die Folter in einer 1522 erschienenen Schrift als unchristlich und sinnlos ab. Der französische Philosoph Michel de Montaigne führt in den kurz vor 1580 erschienenen Essays aus, dass man es abscheulich und grausam finden könne, einen Menschen wegen eines noch ungewissen Verbrechens zu foltern, und zweifelt darüber hinaus daran, dass die unter Folter gewonnenen Aussagen verlässlich seien.
1602 wandte sich der reformierte (calvinistische) Pfarrer Anton Praetorius in seinem „Gründlichen Bericht Von Zauberey und Zauberern“ gegen die Folter: „In Gottes Wort findet man nichts von Folterung, peinlichem Verhör und Bekenntnis durch Gewalt und Schmerzen. (…) Peinliches Verhör und Folter sind schändlich, weil sie vieler und großer Lügen Mutter ist, weil sie so oft den Menschen am Leib beschädigt und sie umkommen: Heute gefoltert, morgen tot.“
Als „barbarisch, unmenschlich, ungerecht“ bezeichnete 1624 der calvinistische Geistliche Johannes Grevius die Folter. Der Sache nach – wenn auch nicht ausdrücklich – plädierte auch der deutsche Jesuit Friedrich Spee gegen die Folter. Spee übte in der bereits 1631 in seiner anonym erschienenen Schrift „Cautio Criminalis“ radikale Kritik an den Hexenverfolgungen.
Im Jahr 1633 mahnt der Jurist Justus Oldekop bereits im Titel seiner Cautelarum criminalium Syllagoge practica … (363 S.) mit Vehemenz zu Vorsicht und Verhütung im Kriminalprozess. Dabei wandte er sich 1659 in seinen Observationes criminales practicae (478 S.) speziell gegen das Herausfoltern von „Beweisen“ im Hexenprozess und spricht insofern von „künstlich erfundenen Delikten“ (Quaestio Nona) als Folge der gewalttätigen Verfahren. In seinen geharnischten Streitschriften ging er über die zunehmende Kritik am Hexenprozess weit hinaus, indem er selbst die Existenz von Hexen und folglich die Rechtmäßigkeit von Hexenprozessen prinzipiell ad absurdum führte als einer der frühesten Kämpfer wider Hexenlehre und -wahn.
1657 entstand an der Universität Straßburg unter dem Theologieprofessor Jakob Schaller eine Dissertation mit dem Titel „Paradoxon der Folter, die in einem christlichen Staat nicht angewendet werden darf“. 1681 schlug der Franzose Augustin Nicolas in einer Schrift dem französischen König Ludwig XIV. vor, die Folter als Vorbild für alle christlichen Fürsten abzuschaffen, jedoch vergeblich. Der französische Philosoph und Schriftsteller Pierre Bayle, ein Vertreter der Idee der Toleranz, kämpfte in einer 1686 erschienenen Schrift gegen die Folter. 1705 nahm der aufklärerisch wirkende deutsche Jurist und Rechtsphilosoph Christian Thomasius eine Doktorarbeit mit dem übersetzten Titel „Über die notwendige Verbannung der Folter aus den Gerichten der Christenheit“ an.
Als Gegner der Folter äußerten sich weiterhin der französische Staatswissenschaftler Charles de Secondat, Baron de Montesquieu 1748, der französische Aufklärungsphilosoph Voltaire und 1764 der italienische Jurist Cesare Beccaria.

##### Erlasse zur Abschaffung
Allmählich brach im 18. Jahrhundert der Widerstand der Obrigkeit und ihrer Juristen gegen die Abschaffung der Folter zusammen. Friedrich Wilhelm I. schaffte in Preußen am 13. Dezember 1714 de facto die Hexenprozesse ab, indem er bestimmte, dass jedes Urteil auf Vollziehung der Folter und jedes Todesurteil nach einem Hexenprozess von ihm persönlich zu bestätigen war.
Da diese Bestätigung nie erfolgte, gab es in Preußen keine Hexenprozesse mehr.
Der Preußenkönig Friedrich der Große ließ bereits wenige Tage nach seinem Amtsantritt in einer Kabinettsorder vom 3. Juni 1740 die „Tortur“ ausdrücklich abschaffen, allerdings mit drei Ausnahmen: Hochverrat, Landesverrat und „große“ Mordtaten mit vielen Tätern oder Opfern. 1754/1755 wurden auch diese Einschränkungen beseitigt, ohne dass bis dahin ein solcher Ausnahmefall eingetreten war. Friedrichs Denken war stark von der Toleranzphilosophie Bayles beeinflusst. Wenige Jahrzehnte später folgten andere Territorien im Reich, wie die Übersicht rechts zeigt.
In Österreich, wo noch 1768 die Constitutio Criminalis Theresiana in Kraft gesetzt worden war, in der die damals üblichen Foltermethoden verbindlich geregelt wurden, auch um deren Anwendung einzuschränken, wurde die Folter am 2. Januar 1776 durch einen Erlass Maria Theresias abgeschafft. Im ab 1. Januar 1787 geltenden Josephinischen Strafgesetz war Folter nicht mehr enthalten.
Die Entwicklung im übrigen Europa verlief ähnlich. 1815 wurde die Folter im Kirchenstaat abgeschafft. Zuletzt erfolgte die Abschaffung 1851 im schweizerischen Kanton Glarus, wo 1782 an Anna Göldi auch eine der letzten Hinrichtungen wegen Hexerei in Europa vollzogen wurde.
Eigentliche Ursache für die Abschaffung der Folter im 18. Jahrhundert war, wie Michel Foucault in „Überwachen und Strafen“ ausführt, nicht etwa vorrangig ein aufgeklärter Humanismus, sondern recht pragmatische Überlegungen: Folter bringe nämlich zwar schnelle Geständnisse, diene in der Regel aber nicht der Wahrheitsfindung, da der Gefolterte naturgemäß das sage und sagen muss, was der Folternde hören will bzw. erwartet. Folter sei demnach seinerzeit als der Verbrechensbekämpfung eher hinderlich gesehen worden.

##### Die Frage der Beweisführung
Mit der Abschaffung der Folter war nicht das für die Allgemeinheit und die Richter wichtige Problem gelöst: Wie sollte erreicht werden, dass Schuldige einer Strafe zugeführt, Unschuldige aber freigesprochen würden? Zunächst versuchte man, an Stelle der abgeschafften Folter Schikanen zu praktizieren, um Geständnisse zu erreichen. Man verprügelte die Beschuldigten, was kein traditionelles Mittel der Folter war. Man versuchte es mit endlosen Verhören, mit Zureden oder Drohungen, mit der Verhängung von Ungehorsams- oder Lügenstrafen, mit der Entziehung von Kost im Gefängnis. Rechtswissenschaftlich überzeugend und human waren diese Lösungen nicht.
Da das Geständnis seine Rolle als Königin aller Beweismittel nun ausgespielt hatte, stellte sich die Frage nach dem Wert von Indizien. Man sträubte sich etwa, die Todesstrafe auf der Grundlage von Indizienbeweisen zu verhängen. Es entstanden Lehrbücher mit Theorien über die Indizien; man unterteilte in vorausgehende, gleichzeitige und nachfolgende Indizien, in notwendige und zufällige, unmittelbare und mittelbare, einfache und zusammengesetzte, nahe und entfernte. Die Unsicherheit der Rechtsgelehrten spiegelte sich noch in der Gesetzgebung des 19. Jahrhunderts. Erst allmählich erkannte man, dass es sinnlos war, die richterliche Überzeugungsbildung in ein Korsett gesetzlicher Regelungen zu zwängen, sondern dass die Lösung in der Anerkennung des Grundsatzes der freien richterlichen Beweiswürdigung bestand. Dieser Grundsatz wurde dann 1877 in die Reichsstrafprozessordnung übernommen. Noch heute gilt er in unverändertem Wortlaut als § 261 der deutschen Strafprozessordnung: „Über das Ergebnis der Beweisaufnahme entscheidet das Gericht nach seiner freien, aus dem Inbegriff der Verhandlung geschöpften Überzeugung.“
In seinem Grundlagenbuch zum Strafrecht im Sinne der Aufklärung von 1764 Dei delitti e delle pene (über die Verbrechen und die Strafen) lehnt Cesare Beccaria die Folter ab. Entweder der Angeklagte ist schuldig, oder er ist nicht schuldig, argumentiert Beccaria: Wenn er schuldig ist, wird das eine Beweisführung zeigen, und man wird den Täter seiner ordentlichen Strafe zuführen; ist er unschuldig, hätte man einen Unschuldigen gefoltert. Dem Argument, Folter diene der Wahrheitsfindung, begegnet der Rechtsphilosoph mit den Worten:
„Als ob man mit Schmerz die Wahrheit testen könnte, als säße die Wahrheit in den Muskeln und Sehnen des armen, gefolterten Kerls. Mit dieser Methode wird der Robuste frei kommen und der Schwache verurteilt. Das sind die Unannehmlichkeiten dieses angeblichen Wahrheitstests, würdig nur eines Kannibalen.“

#### Historisierung der Folter ab dem 20. Jahrhundert
Nachdem die Folter im 18. und 19. Jahrhundert rein rechtlich nahezu überall in den deutschen Gebieten abgeschafft wurde, setzte – insbesondere seit Beginn des 20. Jahrhunderts – ein Prozess der Historisierung ein, also eine veränderte Wahrnehmung der Folter aus einer abgeklärteren Distanz. Folter wurde zunehmend als ein mittlerweile überkommenes Element der Vergangenheit betrachtet. Auch wurde sie als eine inzwischen überwundene Maßnahme betrachtet, die nun allmählich ihr Bedrohungspotential verlor.
Gleichzeitig drang die Thematik der Folter in die Bereiche Wissenschaft, Literatur und Unterhaltung ein. Wissenschaftliche Arbeiten begannen sich mit dem Thema zu befassen. Richard Wrede schrieb im Jahr 1898: „Es sind entsetzliche Verirrungen des menschlichen Geistes gewesen.“ Ebenso deklarierte Franz Helbing die Folter als „ein Wort, das wir heute nur mit Entsetzen aussprechen und als Barbarei der Vergangenheit betrachten.“
Erste Museen und Ausstellungen zum Thema Folter wurden eingerichtet und zu einer beliebten Attraktion. Beispielhaft hierfür steht „die historische und weltbekannte Sammlung der Foltergeräte aus der Kaiserburg von Nürnberg, darunter die berühmte Eiserne Jungfrau, aus den Beständen des ehrenwerten Earl of Shrewsbury and Talbot“, die schon im Jahr 1893 in New York gezeigt wurde. Auch das im Jahr 1926 eröffnete Heimatmuseum im Hexenbürgermeisterhaus in Lemgo ist Teil dieser Entwicklung.
Ebenso findet Folter Eingang in die Literatur. Neben unterschiedlichen Überlegungen zu dem Thema steht auch hier vor allem die Bewertung der Folter als Element der Vergangenheit. So legt Thomas Mann seinem Protagonisten Hans Castorp in dem 1924 erschienenen Roman Der Zauberberg die Worte in dem Mund: „Die Folter war abgeschafft, obgleich ja die Untersuchungsrichter noch immer ihre Praktiken hatten, den Angeklagten müde zu machen.“
Diese Aussage – hier zwar nur von einer Romanfigur geäußert – verweist auf einen anderen Aspekt im Kontext des Historisierungsprozesses: Zwar war die klassische Folter nun gesetzlich verboten und galt als überholt, aktualisierte Formen von Folter bestanden jedoch auch im 20. Jahrhundert weiter. Mit Begriffen wie Seelenfolter wurden nun psychische Auswirkungen stärker in den Blick genommen. Auch die Praxis der Polizei stand in dieser Zeit im Kontext der modernen Folter: „Auf der Wache traktierten die Schutzleute in vielen Fällen auch unschuldige Bürger mit Faustschlägen, manchmal sogar mit Säbelhieben, und fesselten und knebelten sie wie Schwerverbrecher.“ Vor diesem Hintergrund wird in dieser Zeit auch der „Schutz vor dem Schutzmann“ zu einem geflügelten Wort.
Letztlich stehen neben dem Historisierungsprozess, durch den die klassische Folter verstärkt als ein überkommenes Element vergangener Zeiten betrachtet wurde, aktualisierte Formen von Folter, die schon auf ein Fortbestehen der Folter im 20. Jahrhundert und darüber hinaus verweisen.

#### Rechtsgeschichte der Folter
Die Folter im Heiligen Römischen Reich war nach der Überzeugung der großen Mehrheit der Zeitgenossen rechtmäßig. Sie beruhte auf öffentlich verkündeten päpstlichen Bullen, kaiserlichen Privilegien und feierlichen Reichstagsbeschlüssen; daher kann man von einer Rechtsgeschichte der Folter sprechen. Die in unserer Epoche noch von vielen diktatorischen und autoritären Regimen praktizierte Folter ist dagegen unrechtmäßig, weshalb diese Regime die Anwendung von Foltermethoden regelmäßig leugnen. Es gibt heute nur noch eine Unrechtsgeschichte der Folter.

#### Nationalsozialismus
Im 20. Jahrhundert wurden während der Zeit des Nationalsozialismus erneut grausame Vernehmungsmethoden zugelassen und angewandt. Im Amtsdeutsch wurde die Folter als „verschärfte Vernehmungsmethode“ bezeichnet. Reinhard Heydrich erließ am 28. Mai 1936 einen geheimen Befehl an die Staatspolizeidienststellen, wonach „die Anwendung verschärfter Vernehmungsmethoden auf keinen Fall aktenkundig gemacht werden“ dürfe. Die Vernehmungsakten gefolterter Beschuldigter seien vom Leiter der jeweiligen Staatspolizeistelle persönlich unter Verschluss aufzubewahren.

#### DDR
In der sowjetisch besetzten Zone wurde durch sowjetische Besatzungsangehörige verschiedentlich Folter praktiziert, insbesondere Wasserfolter. In der DDR gab es Folter verschiedenen Schweregrades. Sie war bis 1953 – dem Tod Stalins und der offiziellen Abschaffung der Folter in der Sowjetunion – „die Regel, nicht die Ausnahme“. Bis 1989 wurde Folter durch Schläge, dauerhafte Isolation und systematischen Schlafentzug angewandt.

#### Bundesrepublik
Die bei einigen verurteilten Linksterroristen der RAF praktizierte Isolationshaft wurde von den Straftätern selbst, aber auch deren Angehörigen und Anwälten als Folter bezeichnet. Diese Darstellung diente auch der Rekrutierung neuer Sympathisanten.  Das unter dem Eindruck der gerade laufenden Schleyer-Entführung erlassene Kontaktsperregesetz wurde nachträglich 1978 vom Bundesverfassungsgericht für verfassungskonform befunden.

### Schweiz
Die peinliche Befragung (Folter) war in der Alten Eidgenossenschaft ein übliches Vorgehen, um nach altem Rechtsverständnis das für eine Verurteilung nötige Geständnis zu erhalten. In der Helvetischen Republik ab 1798 wurde zum ersten Mal in der ganzen Schweiz jede körperliche Peinigung zur Erzwingung eines Geständnisses abgeschafft. Der Geständniszwang galt allerdings weiterhin und so wich die Justiz auf Prügel als «Ungehorsams- und Lügenstrafen» aus. Nach dem Zusammenbruch der Helvetischen Republik 1803 kehrten die konservativen Landkantone, aber auch der Kanton Zürich bis zur Regeneration 1830, wieder zur alten Strafrechtspraxis samt Folter zurück. Im Kanton Schwyz wurde noch 1820 die reguläre Tortur, unter anderem mit der Beifügung von Brandwunden, angewendet. Im Kanton Zug war 1869 noch die Daumenschrauben und das «Aufziehen» üblich und im Kanton Appenzell Innerrhoden war die Prügelbank noch in den 1860er-Jahren in Gebrauch. In der revidierten Bundesverfassung von 1874 wurden Körperstrafen sowie vorübergehend die Todesstrafe verboten. 1879 wurde die Todesstrafe wieder eingeführt. Ein gesamtschweizerisches Strafrecht wurde erst 1942 eingeführt und die Todesstrafe abgeschafft. Erst 1992 wurde die Todesstrafe im Kriegsrecht abgeschafft.

### Chile während der Militärdiktatur 1973–1988
Nachdem das Militär gegen den sozialistischen Präsidenten Chiles, Salvador Allende am 11. September 1973 geputscht hatte, installierte es eine brutale Diktatur. Bald war der Oberkommandierende des Heeres, Augusto Pinochet, die unumstrittene Führungsfigur. Die Militärs lösten noch am Tag des Putsches fast alle demokratischen Institutionen auf und begannen damit, ihre politischen Gegner systematisch auszulöschen. Vor der Ermordung der meist heimlich verhafteten (Desaparecidos) Menschen war es üblich, diese zu foltern, um Informationen aus ihnen herauszupressen. Über fast 17 Jahre wurden mindestens 27.000 Menschen gefoltert.
Zeugenaussage einer Frau, gefangen genommen im Oktober 1975, im Regiment Arica in La Serena:

„Ich war im fünften Monat schwanger, als ich gefangen genommen wurde. […] Stromfolter an Rücken, Vagina und After; die Nägel von Fingern und Zehen wurden gezogen; viele Male Schläge mit Schlagstöcken und Gewehrkolben auf den Hals; vorgetäuschte Exekutionen, sie haben mich nicht umgebracht, aber ich musste zuhören, wie die Kugeln direkt neben mir eingeschlagen sind; ich wurde gezwungen, Medikamente zu nehmen; sie haben mir Pentothal gespritzt mit der Warnung, dass ich unter der Hypnose die Wahrheit sagen würde; auf dem Boden mit gespreizten Beinen festgehalten wurden mir Ratten und Spinnen in Vagina und After eingeführt, ich fühlte, wie sie mich bissen, ich wachte in meinem eigenen Blut auf; sie zwangen zwei Gefangenenärzte, mit mir Sex zu haben, beide weigerten sich, woraufhin wir drei zusammen geschlagen wurden; ich wurde an Orte gebracht, wo ich unzählige Male und immer und immer wieder vergewaltigt wurde, manchmal musste ich den Samen der Vergewaltiger schlucken oder ich wurde mit ihrem Ejakulat im Gesicht und auf dem ganzen Körper beschmiert; sie zwangen mich, Exkremente zu essen, während sie mich schlugen und traten, auf den Rücken, auf den Kopf und in die Hüfte; unzählige Male erhielt ich elektrische Schläge …“

## Geschichte seit 1990
Während in vielen nichtdemokratischen Staaten Folter trotz internationaler Ächtung weiterhin weit verbreitet ist, geben die Rechtsstaaten der Welt vor, Folter unter keinen Umständen zuzulassen.
Aktuelle Diskussionen behandeln erneut die Frage nach der Anwendung von Folter und/oder „harten Verhörmethoden“, unter anderem im Zusammenhang mit der Bekämpfung des Terrorismus.

### Deutschland
In der Bundesrepublik Deutschland ist jegliche Beeinträchtigung der freien Willensentschließung und Willensbetätigung eines Beschuldigten durch Misshandlung gesetzlich verboten (s. oben).

#### Verstöße gegen die UN-Antifolterkonvention
2004 wurde publik, dass während der Grundausbildung im Instandsetzungsbataillon 7 der Bundeswehr in Coesfeld Rekruten bei nachgestellten Geiselnahmen gefoltert wurden, indem man sie fesselte und mit Wasser abspritzte. Weiterhin seien die Soldaten mit Elektroschockgeräten und durch Schläge in den Nacken misshandelt worden. Es wurden insgesamt 12 Fälle bekannt. Gegen 30 bis 40 Ausbilder wurde disziplinarrechtlich ermittelt. Der damalige Verteidigungsminister Peter Struck kündigte eine Überprüfung der gesamten Bundeswehr auf weitere Vorfälle an.
Zu den profiliertesten Kritikern der Folter gehört Jan Philipp Reemtsma, der sie als Zivilisationsbruch bezeichnet.

#### Der Daschner-Prozess, Diskussion um die „Rettungsfolter“
In Deutschland fand, ausgelöst durch die Entführung des Frankfurter Bankierssohns Jakob von Metzler, eine Diskussion über den Begriff „Rettungsfolter“ im Zusammenhang mit dem absolut geltenden Folterverbot statt.

##### Ausgangslage, Fragestellung
Vom damaligen Frankfurter Polizeivizepräsidenten Wolfgang Daschner wurde im Herbst 2002 angeordnet, dem Verdächtigen im Entführungsfall Metzler, Magnus Gäfgen, „massive Schmerzzufügung“ anzudrohen und diese gegebenenfalls auch durchzuführen. Bereits nach dieser Androhung der Folter verriet Magnus Gäfgen den Ermittlern den Aufenthaltsort des allerdings bereits getöteten Opfers.
Bereits 1996 wurden wichtige Thesen, die die Befürworter der Anwendung von Folter zur „Gefahrenabwehr“ zugunsten des stellvertretenden Polizeipräsidenten Daschner geltend machten, vom Staatsrechtler und Rechtsphilosophen Winfried Brugger entwickelt. Dieser versuchte, die Pflicht zur Anwendung von Folter zum Zwecke der Gefahrenabwehr anhand eines vom Soziologen Niklas Luhmann inspirierten fiktiven Terroristenfalles rechtsphilosophisch, grundrechtsdogmatisch und polizeirechtlich zu begründen. Brugger selbst sprach sich später im Weiteren konsequent gegen die „Rettungsfolter“ aus.

##### Rechtliche Bewertung
Die Anwendung von Folter ist in Deutschland nicht zulässig, da die von Deutschland ratifizierte Europäische Menschenrechtskonvention, das Grundgesetz und die Strafprozessordnung ein eindeutiges Folterverbot enthalten (s. o.).
Des Weiteren wird argumentiert, dass die Schmerzandrohung der Frankfurter Polizei die Menschenwürde verletzte, die auch für Tatverdächtige Bestand habe. Sie sei somit verfassungswidrig. Der Schutz der Menschenwürde sei im Grundgesetz absolut, d. h., er dürfe nicht gegen andere Rechte, auch nicht gegen das Recht auf Leben oder die Menschenwürde Dritter, abgewogen werden, da sonst die Objektformel verletzt werde. Sie verbietet es dem Staat, eine Person zum Objekt staatlichen Handelns zu machen.
In den letzten Jahren haben sich jedoch in der rechtswissenschaftlichen Diskussion (insbesondere zur Bioethik) vermehrt Stimmen gemeldet, die eine Abwägbarkeit oder Abstufung des Menschenwürdegrundsatzes befürworten und damit die Folter nicht mehr kategorisch ablehnen. Allerdings gibt es auch nach konsequentialistischen Erwägungen Argumente gegen die Abwägung von Menschenleben.
Nach den Regelungen des Polizei- und Ordnungsrechts dürfen auch zu Zwecken der Gefahrenabwehr Aussagen nicht erpresst werden (Beispiel Hessen § 52 Abs. 2 HSOG). In anderen Bundesländern gibt es vergleichbare Regelungen. Vereinzelt wird zur Rechtfertigung „besonderer Vernehmungsmethoden“ auf die gesetzlichen Regelungen über Notwehr und Notstand verwiesen (§§ 32 ff. StGB, § 228, § 904 BGB) oder die Rechtmäßigkeit aufgrund eines „übergesetzlichen Notstands“ behauptet. Das Folterverbot der Europäischen Menschenrechtskonvention nach Art. 15 Abs. 2 sieht auch für den Notstandsfall ein Folterverbot vor, von dem „in keinem Fall abgewichen werden“ dürfe.

##### Das weitere Geschehen
Im Strafprozess gegen Magnus Gäfgen konnten die unter Folterandrohung gemachten Aussagen nicht verwertet werden (§ 136a StPO). Gegen den Polizei-Vizepräsidenten Wolfgang Daschner, der die Androhung von Folter angeordnet hatte, und gegen den Polizeibeamten Ortwin Ennigkeit, der die Androhung ausgesprochen hat, wurde vor dem Landgericht Frankfurt wegen Nötigung in einem besonders schweren Fall verhandelt. Am 20. Dezember 2004 wurden gegen beide rechtskräftig Geldstrafen auf Bewährung verhängt.
Damit ist gerichtlich festgestellt, dass die Gewaltandrohung auch in diesem Fall rechtswidrig und strafbar war. Der Grund für die Verurteilung war aber, trotz zum Teil anders lautender Medienmeldungen, nur eine fehlende Erforderlichkeit der möglichen Notwehr. Die Frage, ob solcherart folterähnliche Handlungen abstrakt als Notwehr gerechtfertigt sein können, ließ das Gericht offen.
Dagegen hat die große Kammer des Europäischen Gerichtshofs für Menschenrechte am 1. Juni 2010 festgestellt, dass die Androhung von Folter eine unmenschliche Behandlung im Sinne der Europäischen Menschenrechtskonvention war und ausnahmslos verboten ist. Die Strafen gegen Daschner und Ennigkeit könnten trotz mildernder Umstände nicht als angemessene Reaktion auf eine Verletzung des Art. 3 EMRK angesehen werden und wären im Angesicht des Verstoßes gegen eines der Kernrechte der Konvention unverhältnismäßig. Darauf stützend hat das Landgericht Frankfurt Gäfgen im August 2011 eine Entschädigung von 3.000 Euro durch das Land Hessen zugesprochen. Das Oberlandesgericht Frankfurt bestätigte diese Entscheidung 2012.

### Österreich
Auch in Österreich werden immer wieder Einzelfälle von Misshandlungen durch die Polizei aufgedeckt.
Der Fall Bakary J.
Im April 2006 wurde der Gambier Bakary J. nach einer gescheiterten Abschiebung von vier WEGA-Beamten in eine leer stehende Lagerhalle in Wien gebracht und schwer misshandelt. Es dauerte 6 Jahre, bis die Beamten aus dem Dienst entlassen wurden, zuvor waren sie nach der Verurteilung zu einer bedingten Haftstrafe nur in den Innendienst versetzt worden.
Über die Begebenheit erschien 2012 der 35-Minuten-Film Void – mit veränderten Namen sowohl des Opfers als auch der Peiniger. Am 11./12. Februar 2017 berichteten Die Presse und ORF vom Erscheinen des freien Online-Buchs Wie es sich zugetragen hat – Ein Erlebnisbericht aus meiner Sicht von Bakary Jassey, mit einer Einleitung von Reinhard Kreissl (Rechtssoziologe) und Vorworten von Heinz Patzelt (Jurist, Amnesty International), der in diesem Fall früh recherchiert hatte und Alfred J. Noll (Jurist, Herausgeber). Bakary (* 1973, verließ sein Heimatland Gambia 1996) beschrieb sein Erleben der Zeit von April 2006 bis zu seiner Freilassung im August 2006 ursprünglich auf Englisch, das Buch enthält eine redigierte Übersetzung durch Freunde ins Deutsche.

### Frankreich
Seit Jahrzehnten werden in Frankreich Polizeigewalt und Übergriffe thematisiert.
Amnesty International hat über einen Zeitraum von 14 Jahren rund 30 Fälle von Gewaltmissbrauch durch die französische Polizei verfolgt. In dem neuen Bericht von 2012 sind 18 Fälle dokumentiert, darunter fünf Fälle von tödlichem Schusswaffengebrauch und weitere fünf Fälle von Tod in Polizeigewahrsam. Gerade bei der Feststellung von Personalien gehe die Polizei äußerst brutal vor. Typisch seien Schläge mit Fäusten oder Knüppeln, die zu gebrochenen Nasen, Augenverletzungen, Prellungen und anderen Verletzungen führten. Vielfach berichten die Misshandelten, auch rassistisch beleidigt worden zu sein.
Der Fall Selmouni/Frankreich
Ende November 1991 wurde der marokkanisch-niederländische Staatsangehörige Ahmed Selmouni in Paris wegen des Verdachts auf Drogenschmuggel festgenommen und auf die Polizeiwache in Bobigny verbracht. Von der ersten Vernehmung an sah er sich körperlichen Misshandlungen ausgesetzt, die in der Folgezeit an Schwere zunahmen. Sein körperlicher Zustand wurde mehrfach ärztlich untersucht und protokolliert. Nach wenigen Tagen in der Untersuchungshaftanstalt Fleury-Mérogis stellte der untersuchende Arzt fest, dass die Entstehungszeit der etwa zwei Dutzend von ihm protokollierten Blutergüsse, Schwellungen und Schürfwunden bei Selmouni mit dem Aufenthalt bei der Polizei korrelierte, dass die Verletzungen aber alle „gut abheilen“ würden. Außerdem bestätigte Selmouni, dass er Schmerzmittel erhielt.
Anfang Dezember 1992 wurde Selmouni in dem Strafverfahren wegen Drogenvergehens zu 15 Jahren Haft und lebenslanger Verbannung von französischem Territorium verurteilt. Zusätzlich wurde ihm und seinen Mitangeklagten eine gemeinschaftliche Geldstrafe in Höhe von 20 Millionen Francs (≈ 3,05 Millionen €) auferlegt. Die Haftdauer wurde später auf 13 Jahre reduziert, eine Revision wurde abgewiesen.
Ende Dezember 1992 reichte Selmouni bei der Europäischen Menschenrechtskommission eine Beschwerde ein, nach der er durch den französischen Staat massiv in seinen Rechten aus der Europäischen Menschenrechtskonvention (EMRK) verletzt wurde. Frankreich habe ihm gegenüber
1. das Verbot der Folter (Art. 3 EMRK), sowie
2. den Anspruch auf ein faires Gerichtsverfahren vor einem unparteiischen Gericht (Art. 6 Abs. 1 EMRK)

verstoßen. Die Kommission befand im November 1996 die Beschwerde für zulässig, in ihrem Untersuchungsbericht unterstützte sie einstimmig Selmounis Vorwürfe. In der anschließenden Verhandlung kam der Europäische Gerichtshof für Menschenrechte zu weitgehend der gleichen Auffassung. Selmouni wurden zusammen etwas über 600.000 Franc (≈ 93.500 €) Schmerzensgeld plus Kostenersatz zugesprochen.
Der Gerichtshof stellte eine außergewöhnlich Schwere der Schuld bei den beteiligten Polizeibeamten fest und verlangte strenge Bestrafung, unabhängig vom „Ausmaß ihrer Gefährlichkeit“. Aber so schwer wie die Vorwürfe auch seien, fährt das Urteil fort, in Anbetracht des Umstands, dass die vorgeworfenen sexuellen Misshandlungen nicht nachgewiesen werden konnten, und angesichts der bisherigen Straffreiheit der Beamten und ihrer Führungsakten, hält der Gerichtshof eine Reduzierung der verhängten Freiheitsstrafen für angemessen, die darüber hinaus zur Bewährung ausgesetzt werden sollen. Welche disziplinarischen Maßregelungen vorgenommen werden sollten, liege im Ermessen der jeweiligen Vorgesetzten.

### Israel
1999 berichtete Amnesty International, dass das Fesseln in schmerzhaften Positionen, Schlafentzug und gewaltsames Schütteln immer noch erlaubt seien. Ein 2009 veröffentlichter Bericht des UN-Ausschusses gegen Folter berichtet von Foltervorwürfen in der Anlage 1391, einem 2006 geschlossenen Geheimgefängnis. Insgesamt berichtete der Ausschuss von rund 600 Beschwerden über Foltermethoden in Israel im Zeitraum von 2001 und 2006 (also während und kurz nach der Zweiten Intifada) und forderte Israel auf, den Vorwürfen nachzugehen. Dieses erklärte, dass die Anschuldigungen bereits geprüft und entkräftet seien. Ein Bericht des Öffentlichen Komitees gegen Folter in Israel und der Ärzteorganisation Physicians for Human Rights vom Oktober 2011 spricht von Misshandlung und Folter an Verhafteten durch Sicherheitspersonal. Darüber hinaus wirft er zuständigen israelischen Ärzten vor, echte medizinische Berichte über Verletzungen, die bei Verhören verursacht werden, zu vertuschen. Zitiert werden „zahllose Fälle, bei denen Einzelpersonen Verletzungen bezeugen, die ihnen während der Haft oder bei Verhören zugefügt wurden; von denen der medizinische Bericht des Krankenhauses oder des Gefängnispersonals nichts erwähnte“. Der Bericht gründet sich auf 100 Fälle palästinensischer Gefangener, die seit 2007 vor das Komitee gebracht wurden.
Nach Beginn des israelischen Angriffes auf Gaza wurde im Jahr 2024 Misshandlung und systematische Folter in israelischen Gefängnissen bekannt: »schwere, willkürliche Gewalt, sexuelle Übergriffe, Erniedrigung und Entwürdigung, Hungerrationen, erzwungene unhygienische Verhältnisse, Schlafentzug … und Vorenthaltung angemessener medizinischer Versorgung«, insbesondere im Gefängnis Sde Teiman bei Beʾer Scheva. Im Juni 2024 berichtete Haʾaretz, dass mindestens 48 gefangene Palästinenser aus dem Gazastreifen in Israel zu Tode gefoltert worden waren. Am 31. Juli berichteten die Vereinten Nationen, dass die israelischen Behörden Foltermethoden wie Waterboarding, Schlafentzug und Elektroschocks einsetzten. Im August 2024 veröffentlichte die israelische Menschenrechtsorganisation B’Tselem einen ausführlichen Bericht über die »systematische, institutionalisierte Politik der fortgesetzten Misshandlung und Folter aller palästinensischer Gefangener« im »israelischen Netzwerk der Folter-Lager«.

### Italien
Die italienischen Behörden haben am 22. Juni 2005 mindestens 45 Personen nach Libyen abgeschoben, wo ihnen möglicherweise schwere Menschenrechtsverletzungen wie Folter drohten.
Im Hinblick auf die inneritalienische Situation berichtete amnesty international über exzessive Gewaltanwendung und Misshandlungen bis hin zu Folter durch Beamte mit Polizeibefugnissen und Strafvollzugsbedienstete. Mehrere Personen kamen in der Haft unter umstrittenen Umständen zu Tode. Bei Polizeieinsätzen im Rahmen von Großdemonstrationen wurden Hunderte Personen Opfer von Menschenrechtsverletzungen.
Im Rahmen des G8-Gipfels in Genua 2001 und den damit verbundenen Demonstrationen der Globalisierungskritiker wurden viele Demonstranten in das berüchtigte Bolzaneto-Gefängnis gebracht, um dort verhört zu werden. Zahlreiche Verhaftete berichteten anschließend unter anderem im Bolzaneto-Prozess von schweren Misshandlungen und Folter.
In der italienischen Öffentlichkeit wurde diskutiert, ob Folter unter gewissen Umständen legitim sein könnte.
Wenige Tage vor der Verabschiedung einer Strafrechtsnovelle hatte die Lega Nord einen Änderungsantrag eingebracht, der besagte, dass Folter oder die Androhung von Folter nur im Wiederholungsfall strafbar sei. Es wurde argumentiert, dass Folter oder deren Androhung bei Terrorismus ein legitimes Mittel sein könnte.

### Lettland
2011 häuften sich beim CPT vor allem Berichte, dass in Lettland Verhaftete bei Festnahmen und Befragungen in polizeilichen Einrichtungen körperlich misshandelt worden seien, was durch ärztliche Befunde untermauert wurde.
Ein Bericht der Menschenrechtsorganisation Amnesty International von Oktober 2022 dokumentierte schwere Menschenrechtsverletzungen der lettischen Behörden gegen Geflüchtete; darunter auch Folter.

### Palästinensische Autonomiegebiete
Nasser Suleiman, Direktor des Hochsicherheitsgefängnisses von Gaza-Stadt, erklärte gegenüber dem Spiegel, dass Untersuchungshäftlinge gefoltert würden. Dies geschieht zum Beispiel durch Ausreißen der Zehennägel oder stundenlangem Aufhängen an den Armen. Oft führen die so erzielten Ermittlungsergebnisse dann zur Todesstrafe.

### Russland
Im März 2024 sah man die mutmaßlichen Täter des Anschlags in Krasnogorsk von den russischen Sicherheitsbehörden schwer gefoltert vor einem Gericht. Die FAZ schrieb: „Der 32 Jahre alte Dalerdschon Mirsojew hatte Blutergüsse um die Augen, das rechte war fast ganz zugeschwollen. Er trug Reste einer Plastiktüte um den Hals, wie sie über den Kopf gezogen werden kann, um Atemnot hervorzurufen. Auch um die Augen des 30 Jahre alten Saidakrami Murodali Ratschabalisoda waren Blutergüsse, auch sein rechtes Auge war fast ganz zugeschwollen. Zudem trug er einen großen Verband am rechten Ohr respektive dem, was davon übrig blieb: Ein großes Stück war ihm bei der Festnahme in einem Waldstück abgeschnitten worden. Bei dem 25 Jahre alten Schamsiddin Fariduni war die linke Wange dick angeschwollen. Er war zuvor allem Anschein nach mit Stromstößen über an die Genitalien geklemmte Induktoren gefoltert worden. Der vierte Beschuldigte, der 19 Jahre alte Muchammadsobir Fajsow, wurde auf einer Trage in den Saal gebracht. Ihm war angeblich bei der Festnahme das linke Auge so aus der Höhle gesprungen, dass es nicht mehr schloss; Fajsow wurde operiert, trug noch Krankenhauskleidung, hielt die Augen geschlossen und reagierte nicht auf das Geschehen im Saal.“

### Spanien

#### Franco-Diktatur und Übergang zur Demokratie
Hintergrund der heutigen teils problematischen Menschenrechtslage in Spanien ist die Zeit der Franco-Diktatur (bis 1975). Beim Übergang vom Franquismus zur Demokratie erfolgte kein Bruch mit dem diktatorischen System, was auch bedeutete, dass Folterer nicht aus dem Polizeidienst entlassen wurden und dass keine Strafverfolgung für die schweren Menschenrechtsverletzungen während der Diktatur stattfand.
In die Übergangszeit zur Demokratie (span. Transición) fiel eine starke Aktivität der baskischen Terrororganisation ETA gegen die Institutionen des Spanischen Staates. Die staatliche Reaktion darauf war für eine Demokratie außergewöhnlich hart. So wurden Aussagen in vielen Fällen auch weiterhin durch Folter erpresst, auch wurden Terrorverdächtige oft aus Rache sehr schwer misshandelt. Dabei kam es immer wieder auch zu Todesfällen in den Polizeikasernen und Gefängnissen.
In den 1980er Jahren wurde eine staatsterroristische Gruppe (GAL) aufgestellt, die über viele Jahre mit Folter und Mord die ETA bekämpfte. Diese Epoche ist in Spanien als Schmutziger Krieg (span. guerra sucia) bekannt.
Für Folter, politischen Mord und schwere Misshandlungen durch Polizei- und Militärangehörige bis in die 1980er Jahre gibt es zahlreiche Beweise und auch rechtskräftige Verurteilungen bis in die höchsten staatlichen Ebenen (Generäle, Minister usw.). Zu dieser Zeit war Spanien bereits ein demokratisches Land und Mitglied der EU und der NATO.

#### Heutige Situation
In Spanien kommt es immer wieder zu Misshandlungen und Folter (span. tortura) durch Beamte mit Polizeibefugnissen (Nationalpolizei, Guardia Civil u. a.). Opfer sind oft Frauen, Flüchtlinge und Angehörige von Minderheiten, so dass Amnesty International in vielen Fällen von sexistischen, fremdenfeindlichen bzw. politischen Motiven ausgeht. Die Existenz bzw. das Ausmaß der Folter ist politisch stark umstritten und wird immer wieder kontrovers diskutiert.
In die Kritik gerät immer wieder die inkonsequente Strafverfolgung von Übergriffen und die im Verhältnis zu den begangenen Taten sehr milden Strafen. Der UN-Menschenrechtsausschuss kritisiert, dass verurteilte Folterer aus den Reihen der Sicherheitskräfte „oftmals begnadigt oder vorzeitig freigelassen werden oder ihre Strafe ganz einfach nicht antreten.“ Der Europäische Gerichtshof für Menschenrechte verurteilte 2012 Spanien zur Zahlung einer Entschädigung an den ehemaligen Chefredakteur einer baskischen Tageszeitung, da Foltervorwürfe nicht untersucht worden waren.
Die in Spanien bestehende Möglichkeit der Kontaktsperrehaft wird vielfach kritisiert: Der UN-Sonderberichterstatter über Folter, der UN-Menschenrechtsausschuss, das europäische Komitee zur Folterprävention (Committee for the Prevention of Torture, CPT) sowie Amnesty International und andere Menschenrechtsorganisationen kritisieren regelmäßig gesetzliche Sonderbestimmungen, die eine Haft unter Kontaktsperre (span. prisión incomunicada) ermöglichen. Diese Haftbedingungen werden wegen der völligen Schutzlosigkeit der Beschuldigten als „Folterungen Vorschub leistende Praxis“ bezeichnet. Es finden intensive Verhöre durch Guardia Civil oder Nationalpolizei statt, aber der Beschuldigte hat nicht das Recht auf einen Anwalt oder auf die Untersuchung durch einen unabhängigen Arzt. Diese Haftbedingungen gelten bis zu fünf Tage und auch die Vorführung beim Haftrichter erfolgt zumeist erst nach dieser Zeit. Seit 2003 kann die Kontaktsperrehaft dann noch einmal um acht Tage verlängert werden. Gefangene äußern regelmäßig Beschuldigungen wegen Folterungen, Misshandlungen und erpressten Aussagen während dieses Zeitraums. In zahlreichen Fällen konnten Ärzte nach der Kontaktsperre deutliche Spuren körperlicher Gewalt feststellen. Im Jahr 2006 verabschiedete das baskische Parlament mit absoluter Mehrheit eine Resolution, in der es die spanische Regierung auffordert „die Existenz von Folter und deren Anwendung bei einigen Fällen in systematischer Form anzuerkennen.“ Die spanische Justiz hat immer wieder Angehörige von Polizei und Militär wegen Folterungen an Gefangenen rechtskräftig verurteilt.
Nach Erkenntnissen von Amnesty International kam es in Spanien zwischen 1995 und 2002 in mindestens 320 Fällen zu rassistisch motivierten Übergriffen auf Personen aus 17 Ländern, darunter Marokko, Kolumbien und Nigeria. Opfer, die Misshandlungen anzeigen, sehen sich häufig mit Gegenklagen der Polizeibeamten konfrontiert. Angst, mangelnde juristische Unterstützung, Untätigkeit und Voreingenommenheit der Behörden führen dazu, dass viele Opfer Übergriffe nicht anzeigen. Vorbestrafte Polizeibeamte oder solche, gegen die Ermittlungsverfahren laufen, werden nicht vom Dienst suspendiert, sondern sogar von politischen Behörden unterstützt. Dagegen sind Polizeibeamte, die sich für den Schutz der Menschenrechte eingesetzt haben, bestraft worden. So wurden gegen drei Beamte, die 1998 in Ceuta auf Unregelmäßigkeiten bei der Festnahme und Abschiebung von marokkanischen Kindern aufmerksam gemacht hatten, disziplinarische Maßnahmen eingeleitet.

### USA

#### Aktivitäten der CIA in der Nachkriegszeit
Der amerikanische Historiker Alfred McCoy belegt in seinem Buch Foltern und Foltern lassen. 50 Jahre Folterforschung und -praxis von CIA und US-Militär die Erforschung und Anwendung von Foltermethoden durch die CIA. Diese wurden nach dem Zweiten Weltkrieg auch auf dem Gebiet der Bundesrepublik Deutschland durchgeführt. Ergebnis dieser Aktivitäten war unter anderem das sogenannte Kubark-Manual.

#### „Krieg gegen den Terror“ ab 2001

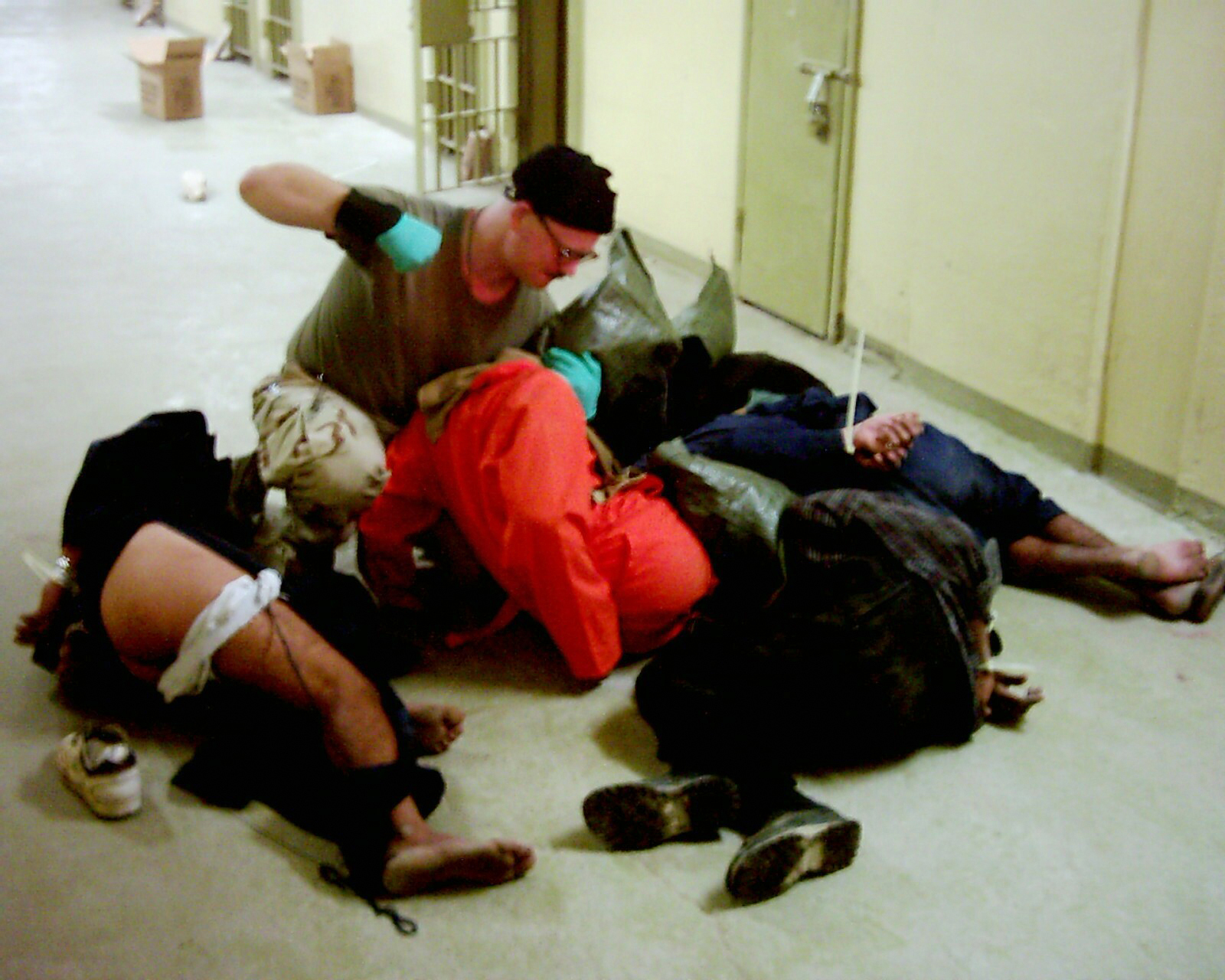
Folter in Abu Ghraib

Laut dem amerikanischen Historiker Alfred W. McCoy fanden im Zuge des „Kriegs gegen den Terror“ von 2001 bis 2004 folgende Menschenrechtsverletzungen durch US-Behörden und das Militär statt:
- Irakische „Sicherheitshäftlinge“ wurden harten Verhören und häufig auch Folterungen ausgesetzt.
- 1100 „hochkarätige“ Gefangene wurden in Guantánamo und Bagram unter systematischen Folterungen verhört.
- 150 Terrorverdächtige wurden rechtswidrig durch außerordentliche Überstellung in Staaten verbracht, die für die Brutalität ihrer Sicherheitsapparate berüchtigt sind.
- 68 Häftlinge starben unter fragwürdigen Umständen.
- Etwa 36 führende inhaftierte Al-Qaida-Mitglieder blieben jahrelang im Gewahrsam der CIA und wurden systematisch und anhaltend gefoltert.
- 26 Häftlinge wurden bei Verhören ermordet, davon mindestens vier von der CIA.

Erst 2014 wurde ein Bericht des United States Senate Select Committee on Intelligence bekannt, nach dem die CIA wesentlich mehr und wesentlich brutalere Folter-Methoden bei Befragungen einsetzte und in keinem Fall irgendeine Information durch Folter gewonnen wurde, die nicht bereits durch andere Methoden bekannt war. Über beide Aspekte hatte die CIA seit den ersten Debatten systematisch und wiederholt gelogen.
Der Bericht des Senatsausschusses wurde am 9. Dezember 2014 veröffentlicht (Der CIA-Folterreport 2014).

##### Gefangenenlager Guantanamo

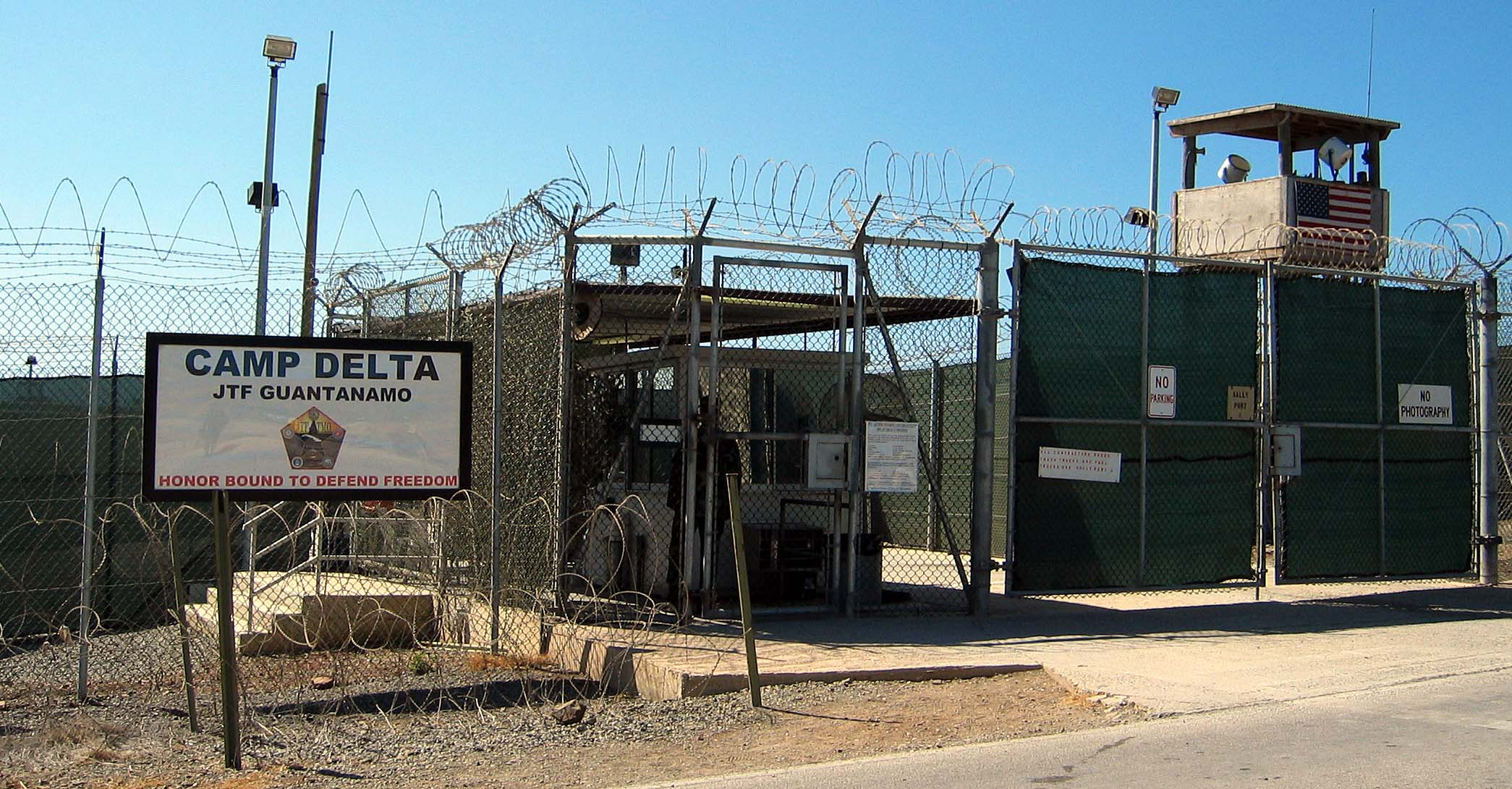
Eingang zum Camp Delta

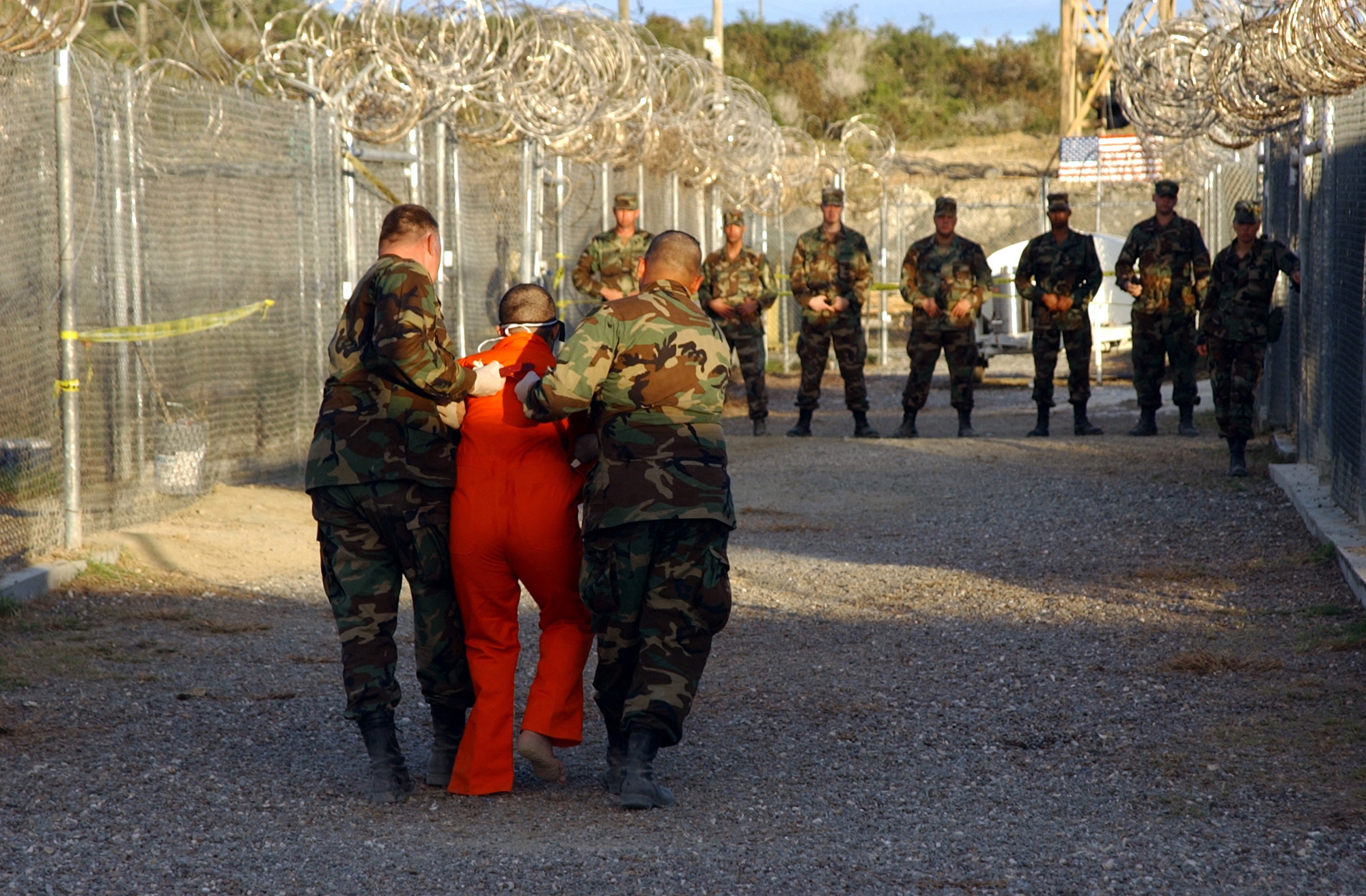
Gefangener im US-Militärgefängnis

Präsident George W. Bush betonte, er habe niemals Folter angeordnet und werde dies auch niemals tun, weil dies gegen die Wertevorstellungen der USA sei. Bushs Äußerungen werden durch eine veröffentlichte Notiz vom 7. Februar 2002 bestätigt, in der der Präsident ausdrücklich anordnet, die Gefangenen human und gemäß der Genfer Konvention zu behandeln.
In seinem Buch Decision Points schreibt er jedoch, persönlich das Waterboarding von Chalid Scheich Mohammed angeordnet zu haben.
Der zu diesem Zeitpunkt amtierende Verteidigungsminister der Vereinigten Staaten von Amerika, Donald Rumsfeld, genehmigte am 2. Dezember 2002 bei mutmaßlichen Mitgliedern von al-Qaida und afghanischen Talibankämpfern, die im Gefangenenlager Guantanamo auf Kuba gefangengehalten wurden, bestimmte umstrittene Verhörmethoden. Er folgte damit einem Memorandum seines Chefjuristen William J. Haynes, der für Guantánamo 14 Verhörmethoden abgesegnet hatte. Dazu zählten leichte körperliche Misshandlungen, „die nicht zu Verletzungen führen“, Verharren in schmerzhaften Positionen, bis zu 20-stündige Verhöre, Isolation von Gefangenen bis zu 30 Tagen, Dunkelhaft und stundenlanges Stehen.
Ein Großteil dieser Methoden, die internationalem Recht widersprechen, wurde sieben Wochen später von Rumsfeld selbst wieder verboten. In einer Anordnung vom 16. April 2003 wird ausdrücklich die Einhaltung der Vorgaben der Genfer Konventionen gefordert. Bestimmte „harte“ Verhörmethoden wie Isolationshaft oder aggressive Befragungen konnten nach Genehmigung des Verteidigungsministeriums der Vereinigten Staaten aber angewandt werden.
Den USA wurde wiederholt von verschiedensten Seiten vorgeworfen, in Guantánamo gegen die Genfer Konventionen zu verstoßen, was 2004 vom Pentagon in folgenden Fällen bestätigt wurde:
- Drohung von Vernehmungsbeamten gegenüber einem Häftling, seine Familie zu verfolgen
- Verkleben des Mundes eines Häftlings mit Klebeband wegen des Zitierens von Koranversen
- Beschmieren des Gesichts eines Häftlings unter der Angabe, die Flüssigkeit sei Menstruationsblut
- Anketten von Häftlingen in fötaler Position
- Fälschliches Ausgeben von Vernehmungsbeamten als Mitarbeiter des Außenministeriums
- Koranschändungen

Am 4. Oktober 2007 sind in der New York Times geheime Memoranden des US-Justizministeriums veröffentlicht worden, welche im Mai 2005 verfasst wurden. In ihnen werden die folgenden Verhörmethoden der CIA als gesetzeskonform angesehen:
- Schläge auf den Kopf
- über mehrere Stunden nackter Aufenthalt in kalten Gefängniszellen
- Schlafentzug über mehrere Tage und Nächte durch die Beschallung mit lauter Rockmusik
- Fesseln des Häftlings in unangenehmen Positionen über mehrere Stunden
- Waterboarding: Der Häftling wird auf ein Brett gefesselt, ein feuchtes Tuch auf seinen Kopf gelegt und mit Wasser übergossen. Durch den aufkommenden Würgereflex entsteht für ihn der Eindruck, er würde ertrinken.

Die Methoden dürfen auch in Kombination angewendet werden. Präsident Bush hat die erwähnten Methoden in einer Rede verteidigt.

##### Abu Ghuraib und Bagram

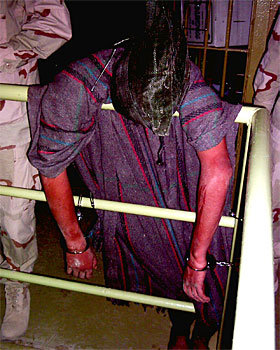
Folter in Abu Ghraib

Nach dem Ende der offiziellen Kampfhandlungen des dritten Golfkriegs kam das Abu-Ghuraib-Gefängnis im April 2004 in die Schlagzeilen. Der Fernsehsender CBS berichtete über Folter, Missbrauch und Erniedrigungen von Gefangenen durch US-amerikanische Soldaten. Der Fall beschäftigt seit damals die US-Justiz.
Unter anderem wurde der Hauptschuldige Charles Graner zu 10 Jahren Gefängnis verurteilt. Sicherheitsberaterin Condoleezza Rice bat die Iraker offiziell um Verzeihung: „Es tut uns sehr leid, was mit diesen Menschen geschehen ist.“ Der Sprecher der US-Streitkräfte im Irak, General Mark Kimmitt, bat offiziell um Entschuldigung für die „beschämenden Vorfälle“. Siehe auch Folterskandal von Abu Ghuraib.
Amnesty International berichtet von Todesfällen auf dem US-Luftwaffenstützpunkt im afghanischen Bagram, welche auf Folter hindeuten.

##### Military Commissions Act
Der Military Commissions Act, der am 28. September 2006 vom Senat verabschiedet wurde, gestattet es ausdrücklich, sogenannte ungesetzliche Kombattanten (unlawful enemy combatants) bestimmten „scharfen Verhörpraktiken“ auszusetzen. Nach Ansicht von Menschenrechtsorganisationen und dem UN-Sonderberichterstatter über Folter Manfred Nowak ist dies als Folter zu werten. Die unter Folter erpressten Informationen dürfen auch vor Militärgerichten verwendet werden. Damit lockern die USA nach Ansicht von Kommentatoren das Folterverbot der Genfer Konventionen. Vor allem können nach dem Gesetz Ausländer, die von den Behörden als „unlawful enemy combatants“ deklariert werden, ohne rechtliches Gehör von Militärtribunalen verurteilt werden – ohne Offenlegung von Beweisen.
Die Verabschiedung des Gesetzes wurde in weiten Teilen der amerikanischen Öffentlichkeit mit Empörung aufgenommen und vielfach als Verfassungsbruch bewertet. In einem Kommentar im Fernsehsender MSNBC wurde das Gesetz als „Anfang vom Ende Amerikas“ bezeichnet (Beginning of the end of America). Die New York Times schrieb: „Und es [das Gesetz] erodiert die Grundpfeiler des Justizsystems auf eine Weise, die jeder Amerikaner bedrohlich finden sollte.“ (And it chips away at the foundations of the judicial system in ways that all Americans should find threatening.)

##### Regierung Obama
Nach den von der Regierung Obama veröffentlichten Geheimdokumenten war die Folter in CIA-Handbüchern exakt geregelt und von Rechtsberatern der Regierung juristisch legitimiert.
General David Petraeus hat sich gegen das Foltern gefangener Terroristen ausgesprochen. Verstöße gegen die Genfer Konvention würden sich niemals militärisch oder politisch auszahlen. Um auszuschließen, dass eine staatliche Folterpraxis mit juristischer Legitimation sich wiederholen kann, wird die Bildung einer Folterkommission gefordert. Vom Guardian wird er allerdings mit den Folterzentren im Irak in Verbindung gebracht.
Vorwürfe gab es auch gegen die Haftbedingungen von Chelsea Manning, die wegen der möglichen Weitergabe von Videos und Dokumenten an WikiLeaks angeklagt wurde. Unterstützer Mannings richteten im Dezember 2010 eine Beschwerde an Manfred Nowak, den Sonderberichterstatter über Folter der Vereinten Nationen. Dessen Büro gab an, der Beschwerde nachzugehen, während das amerikanische Verteidigungsministerium die Vorwürfe zurückwies.
Nowaks Nachfolger Juan E. Méndez wurde mehrmals ein vertrauliches Treffen mit Manning verweigert, worüber sie sich im Juli 2011 öffentlich beklagte.

### Irak

#### Regime Saddam Husseins

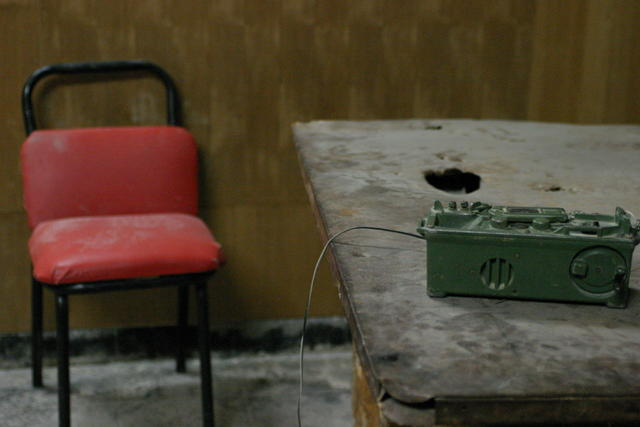
Zur Elektroschockfolter genutzter Stromgenerator in einem ehemaligen irakischen Gefängnis

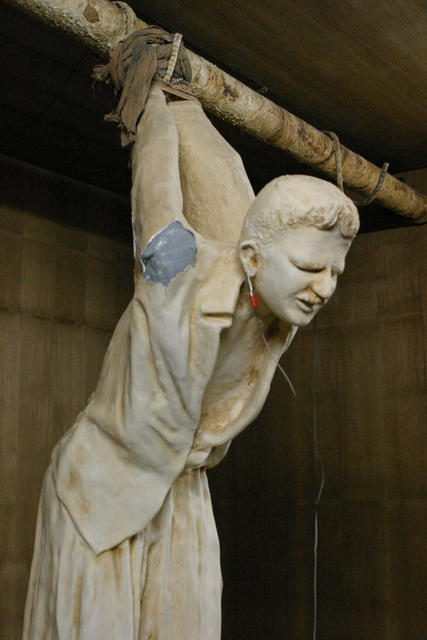
Aufhängevorrichtung u. a. zur Elektroschockfolter in einem ehemaligen irakischen Gefängnis

Im Irak der Ära Saddam Hussein war Folter gängige Praxis des Regimes.
Opfer der Folter waren in der Regel Menschen, die in politischer Opposition zur Regierung in Bagdad standen. Aber auch Angehörige der Sicherheitskräfte, die verdächtigt wurden, der Opposition anzugehören, sowie Schiiten wurden gefoltert. Wie Latif Yahya in seiner Biografie Ich war Saddams Sohn berichtete, wurde Folter auch einfach nur aus Spaß oder, um an eine Frau zu gelangen, ausgeübt.
Zu den Methoden der Folter gehörte neben Schlägen und Elektroschocks das Ausstechen der Augen. In vielen Fällen wurden den Opfern auch Verbrennungen durch brennende Zigaretten beigebracht, die auf dem Körper ausgedrückt wurden. Opfer berichteten, dass ihnen Fingernägel gezogen oder ihre Hände von elektrischen Bohrern durchbohrt wurden. Auch sexuelle Gewalt gehörte zum Repertoire der Folterer im Irak. Das reichte von der Drohung mit Vergewaltigung bis hin zur analen Vergewaltigung mit Gegenständen.
Amnesty International berichtete seinerzeit:

„Die irakische Bevölkerung leidet seit Jahren unter den Menschenrechtsverletzungen, die ihr ihre Regierung zufügt: systematische Folter, extralegale Hinrichtungen, ‚Verschwindenlassen', willkürliche Verhaftungen, Vertreibung und unfaire Gerichtsverhandlungen. […] Sowohl brutalste körperliche als auch psychologische Folter ist im Irak weit verbreitet und wird systematisch an politischen Gefangenen angewendet.“

#### Folter unter der gegenwärtigen irakischen Regierung
Auch der derzeitigen irakischen Regierung wird vorgeworfen, mit Foltermethoden gegen ihre Gegner vorzugehen. Am 3. Juli 2005 berichtete der britische Observer von Folterungen irakischer Geheimkommandos an Terrorverdächtigen. Die Recherchen ergaben laut Observer auch, dass ein geheimes Netzwerk von Folterzentren im Irak existiert, zu dem Menschenrechtsorganisationen keinen Zugang haben. In den Gefangenenlagern würden bei Verhören Schläge, Verbrennungen, das Aufhängen an Armen, sexueller Missbrauch und Elektroschock angewandt. Selbst im irakischen Innenministerium seien derartige Menschenrechtsverletzungen verübt worden. Es gebe eine Kooperation zwischen „offiziellen“ und „inoffiziellen“ Gefangenenlagern, und Erkenntnisse über illegale Erschießungen von Gefangenen durch die Polizei. Das britische Außenministerium erklärte zu den Vorwürfen, diese würden „sehr ernst“ genommen. Der Missbrauch von Gefangenen sei „unannehmbar“ und werde auf höchster Ebene bei den irakischen Behörden angesprochen.

### Ägypten
Ägypten wird immer wieder der systematischen Folter durch Regierungsstellen in großem Umfang bezichtigt, sodass schon die Auslieferung von Personen an Ägypten als problematisch gilt.
Amnesty International berichtet von Folterungen und Tötungen, welche an der Tagesordnung seien und nicht geahndet würden. Verantwortlich für diese Menschenrechtsverletzungen ist der damalige Geheimdienstchef und spätere Vizepräsident Ägyptens Omar Suleiman der auch persönlich gefoltert und Mordbefehle für Gefangene erteilt haben soll.
Das NADIM-Zentrum in Kairo versucht, Folter in Ägypten zu dokumentieren. Es zählte 40 Tote in der Folge von Folterungen zwischen Juni 2004 und Juni 2005. Im Sommer 2004 konfiszierten vorgebliche Mitarbeiter der ägyptischen Gesundheitsbehörde bei einem überraschenden „Inspektionsbesuch“ Patientenakten und drohten mit Schließung, weil das Zentrum angeblich nicht nur „medizinische“ Ziele verfolgte.
Die Bloggerin Noha Atef konnte durch Veröffentlichungen im Internet seit 2006 konkrete Fälle von Folterungen aufdecken und die Täter benennen.

## Physische und psychische Folgeschäden
Folter kann bei den Betroffenen seelische und körperliche Beschwerden auslösen. Zu den größten Folgeschäden der Folter zählen körperliche Schmerzen, die durch Verletzungen entstanden sind. Es gibt jedoch auch Schmerzen mit psychosomatischem Hintergrund, die körperlicher Ausdruck der Traumatisierung sind. Die Folterüberlebenden leiden an Kopfschmerzen, Schlafstörungen, Rückenschmerzen, Schulter- und Nackenverspannungen. Der Stresszustand kann körperliche Erkrankungen, wie Bluthochdruck oder Diabetes mellitus, verschlimmern. Traumatisierte leiden häufig an Magenbeschwerden und Essstörungen, Frauen nach geschlechtsspezifischer Gewalt an Unterleibsbeschwerden und Zyklusstörungen. Die physischen und psychischen Beschwerden können durch Medikamente gelindert werden. Im Falle einer chronisch oder komplexen Traumatisierung ist eine psychotherapeutische Behandlung anzuwenden.

## Einzelfragen

### Folterforschung
Wenn sich Naturwissenschaftler der Neuzeit mit Folter beschäftigen, dann in der Regel, um medizinische Belege für bestimmte Arten von Folter zu finden. So gingen dänische Mediziner 1982 der Frage nach, ob sich Verbrennungen durch Hitze von Verbrennungen durch elektrischen Strom dermatologisch unterschieden. Sie wiesen an narkotisierten Schweinen nach, dass der Unterschied erheblich ist und lieferten ein einfaches diagnostisches Verfahren zum Nachweis der Elektrofolter.
Historiker beschäftigten sich mit den Abläufen von Folterszenarien des Mittelalters, aber auch mit Fragen der Auslegung alter Schriften. So sorgte eine 1877 erschienene „kritische Studie“ zur Frage, ob Galileo Galilei nach Folter gestand, für Aufsehen. Der Hamburger Chemiker Emil Wohlwill kam zu dem Schluss, dass Galileo tatsächlich – und damit entgegen der gängigen Auffassung – der „rigorosen Examination“ (esame rigoroso) unterzogen worden war.

### Folter und Rassismus
Die Dokumentation „Lynching America“, verfasst von der Equal Justice Initiative, zeigt, dass in den USA trotz des im Dezember 1865 verabschiedeten 13. Verfassungszusatzes eine „zweite Sklaverei“ gab. Die Dokumentation belegt das Lynchen von Schwarzen als „öffentliche Folter“: „Das Lynchen war grausam und eine Form öffentlicher Folter, die schwarze Menschen im gesamten Land traumatisierte, während Behörden der Staaten und des Bundes sie weitgehend tolerierten.“ Die Lynchmorde werden auch als terroristisch charakterisiert: „Das Terrorlynchen erreichte seinen Höhepunkt zwischen 1880 und 1940 und führte zum Tod afroamerikanischer Männer, Frauen und Kinder, die gezwungen waren, Angst, Demütigung und Barbarei dieses weitverbreiteten Phänomens hilflos zu erdulden.“

### Psychologie der Täter
Die Psychologie testete in einigen Experimenten die Bereitschaft, anderen Menschen Grausames anzutun, indem man das eigene Gewissen dem Gehorsam unterordnet, u. a. mit dem Milgram-Experiment.
Beim Stanford-Prison-Experiment wurden gesunde, normale Studenten in die Situation von Gefängniswärtern und Gefangenen versetzt, worauf es innerhalb weniger Tage zu Misshandlungen kam.
In einem aktuellen Aufsatz untersucht der Psychologe Philip Zimbardo von der University of California, Berkeley, die Täterpsychologie: Unter welchen Bedingungen werden aus gewöhnlichen Menschen folternde Sadisten? Unter anderem gibt er folgendes Zehn-Punkte-„Rezept“ an:
1. Gib der Person eine Rechtfertigung für ihre Tat. Zum Beispiel eine Ideologie, „nationale Sicherheit“, das Leben eines Kindes.
2. Sorge für eine vertragsartige Abmachung, schriftlich oder mündlich, in der sich die Person zum gewünschten Verhalten verpflichtet.
3. Gib allen Beteiligten sinnvolle Rollen, die mit positiven Werten besetzt sind (z. B. Lehrer, Schüler, Polizist).
4. Gib Regeln aus, die für sich genommen sinnvoll sind, die aber auch in Situationen befolgt werden sollen, in denen sie sinnlos und grausam sind.
5. Verändere die Interpretation der Tat: Sprich nicht davon, dass Opfer gefoltert werden, sondern dass ihnen geholfen wird, das Richtige zu tun.
6. Schaffe Möglichkeiten der Verantwortungsdiffusion: Im Falle eines schlechten Ausgangs soll nicht der Täter bestraft werden (sondern der Vorgesetzte, der Ausführende etc.).
7. Fange klein an: mit leichten, unwesentlichen Schmerzen. („Ein kleiner Stromschlag von 15 Volt.“)
8. Erhöhe die Folter graduell und unmerklich. („Es sind doch nur 30 Volt mehr.“)
9. Verändere die Einflussnahme auf den Täter langsam und graduell von „vernünftig und gerecht“ zu „unvernünftig und brutal“.
10. Erhöhe die Kosten der Verweigerung, etwa indem keine üblichen Möglichkeiten des Widerspruchs akzeptiert werden.[92]

Die These Zimbardos und eine Interpretation des Milgram-Experiments ist, dass unter solchen Rahmenbedingungen die meisten Menschen bereit sind, zu foltern und anderen Menschen Leid anzutun.

### Politik-soziologische Aspekte
Eine politiksoziologisch und historisch ansetzende Studie von Marnia Lazreg Torture and the Twilight of the Empire. From Algiers to Baghdad vertritt die These, dass imperiale Mächte auch entgegen ihrer Eigenwahrnehmung angesichts von Niederlagen die Folter (wieder) aufnehmen.

### Foltermethoden

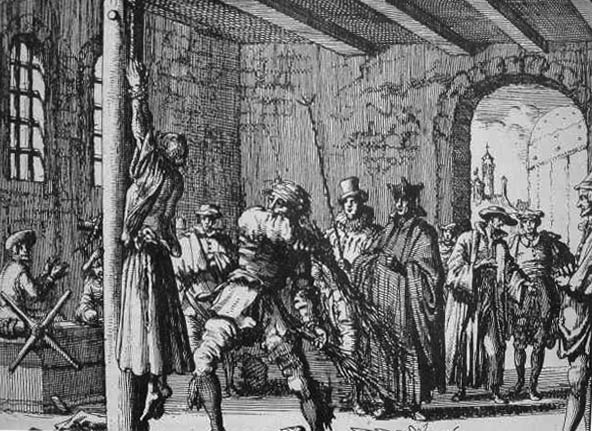
„Peinliches Verhör“ im 17. Jahrhundert

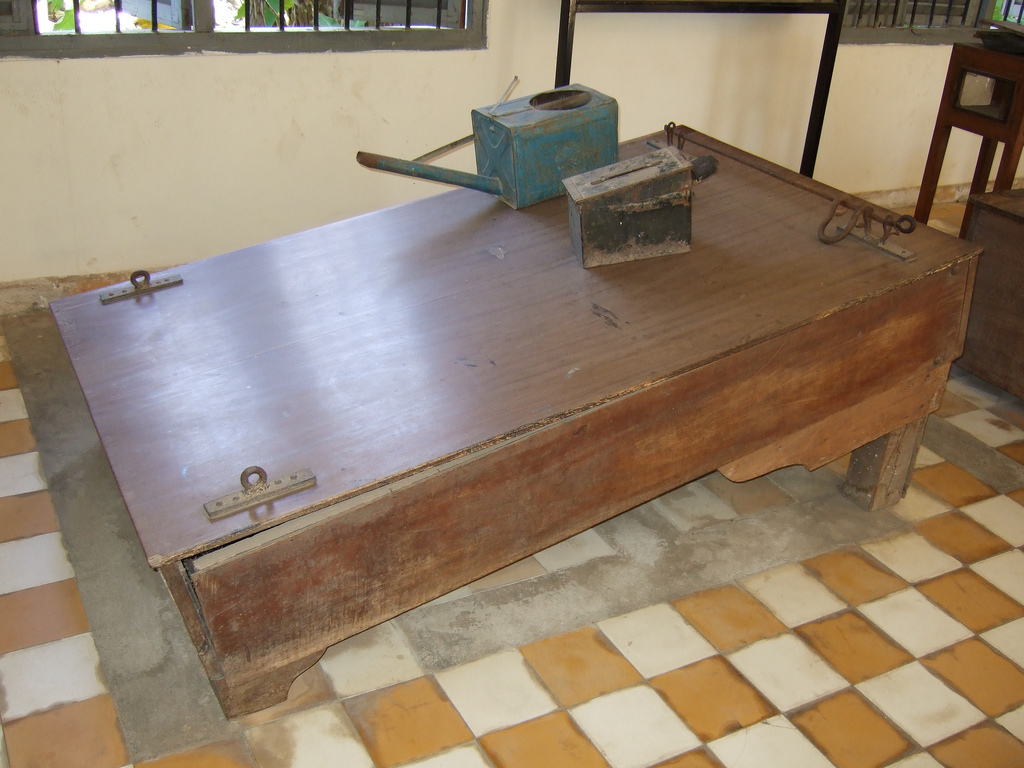
Waterboarding-Gestell aus dem 20. Jahrhundert

Foltermethoden können unter gegebenen Voraussetzungen gemäß UN-Antifolterkonvention sein:
- Elektroschock
- anale oder vaginale Vergewaltigung (mit diversen Gegenständen, mit verbundenen Augen, durch Fesseln bewegungslos fixiert, von mehreren Personen)
- Zwangshaltungen (Strafestehen, Torstehen, Knien, Sitzen, Hängen, Fesseln vor allem über längere Zeiträume z. B. mittels „Hogtie“, Zuchtstuhl)
- Schläge (u. a. Bastonade, Auspeitschung, Schläge auf dem Prügelbock, „Telefono“, Schläge durch mehrere Personen)
- Aufhängen (Strappado, „Papageienschaukel“, Pfahlhängen)
- Zufügen von Verbrennungen, Verstümmelungen an den Haaren, Nägeln, Haut, Zunge, Ohren, Genitalien und Gliedmaßen, Riemenschneiden
- Zahnfolter (z. B. Ausschlagen der Zähne, Bohren in die Zahnwurzel)
- Zwangsuntersuchungen (gynäkologisch, gastroenterologisch, routinemäßige Kontrolle der Körperöffnungen)
- Bambusfolter

Des Weiteren:
- pharmakologische Folter (Drogenmissbrauch, Zwangsmedikation)
- massive Erniedrigung (Exkremente essen, Urin trinken, öffentlich masturbieren)
- Verhörfolter
- Erschöpfung durch Zwangsarbeit
- Nahrungsentzug

Bei der weißen Folter verursachen die Foltermethoden keine offensichtlichen Spuren an den Opfern. Zur weißen Folter gehören:
- Sensorische Deprivation (Reizentzug), z. B. Dunkelhaft in einer Camera silens
- Schlafentzug
- Scheinhinrichtungen
- Kitzeln
- Waterboarding
- Lärmfolter
- Toilettenverbot
- Sauerstoffmangel („Submarino“, Masken)
- Isolationshaft
- Erregen von Übelkeit (durch künstlich erzeugte Kinetose)

## Organisationen gegen Folter
Internationale Regierungsorganisationen (Auswahl):
- UN-Sonderberichterstatter über Folter
- UN-Ausschuss gegen Folter
- UN-Unterausschuss zur Verhütung von Folter
- Europäisches Komitee zur Verhütung von Folter und unmenschlicher oder erniedrigender Behandlung oder Strafe

Internationale Nichtregierungsorganisationen (NGOs) (Auswahl):
- Amnesty International
- Association pour la prévention de la torture
- Weltorganisation gegen Folter
- ACAT – Aktion der Christen für die Abschaffung der Folter

Nationale Nichtregierungsorganisationen (NGOs) (Auswahl):
- Komitee gegen Folter (Russland)
- Öffentliches Komitee gegen Folter in Israel
- Zentrum Überleben, Berlin
- Refugio München

### Geschichte
- Peter Immanuel Hartmann: Medicam tormentorum aestimationem. Drimborn, Helmstedt 1762. (Digitalisat)
- Franz Helbing: Die Tortur. Geschichte der Folter im Kriminalverfahren aller Zeiten und Völker. Völlig neubearbeitet und ergänzt von Max Bauer, Berlin 1926 (Nachdruck Scientia-Verlag, Aalen 1973, ISBN 3-511-00937-5)
- Edward Peters: Folter. Geschichte der peinlichen Befragung. Europäische Verlagsanstalt, Hamburg 1991, ISBN 3-434-50004-9.
- Mathias Schmoeckel: Humanität und Staatsraison. Die Abschaffung der Folter in Europa und die Entwicklung des gemeinen Strafprozess- und Beweisrechts seit dem hohen Mittelalter. Böhlau, Köln 2000, ISBN 3-412-09799-3. Umfassende Darstellung der Abkehr von der Folter als logische Folge eines sich entwickelnden modernen Staats- und Justizverständnisses.
- Lars Richter: Die Geschichte der Folter und Hinrichtung vom Altertum bis zur Jetztzeit, Tosa, Wien 2001, ISBN 3-85492-365-1.
- Folterwerkzeuge und ihre Anwendung 1769. Constitutio Criminalis Theresiana, Reprint-Verlag-Leipzig, 2003, ISBN 3-8262-2002-1.
- Dieter Baldauf: Die Folter. Eine deutsche Rechtsgeschichte. Böhlau, Köln 2004, ISBN 3-412-14604-8. Eine auch für rechtshistorische Laien gut verständliche, gleichwohl aber wissenschaftlich fundierte Darstellung der Rechtsgeschichte der Folter, mit zahlreichen weiteren Literaturhinweisen.
- Robert Zagolla: Im Namen der Wahrheit – Folter in Deutschland vom Mittelalter bis heute. be.bra, Berlin 2006, ISBN 3-89809-067-1. Seriöse Darstellung der Entwicklung in Deutschland von den Ursprüngen bis zur aktuellen Diskussion; entlarvt zahlreiche Mythen.
- Daniel Burger: In den Turm geworfen. – Gefängnisse und Folterkammern auf Burgen im Mittelalter und in der frühen Neuzeit. In: Burgenbau im späten Mittelalter II, hrsg. von der Wartburg-Gesellschaft zur Erforschung von Burgen und Schlössern in Verbindung mit dem Germanischen Nationalmuseum (=Forschungen zu Burgen und Schlössern, Bd. 12), Berlin und München (Deutscher Kunstverlag) 2009, S. 221–236. ISBN 978-3-422-06895-7.
- Wolfgang Rother: Verbrechen, Folter und Todesstrafe. Philosophische Argumente der Aufklärung. Mit einem Geleitwort von Carla Del Ponte. Schwabe, Basel 2010, ISBN 978-3-7965-2661-9
- Folter in der Hexenforschung, Historicum.net
- Folter – Made in USA, ARTE-Dokumentation 2010/2011.
- Friedrich Merzbacher: Die Hexenprozesse in Franken. 1957 (= Schriftenreihe zur bayerischen Landesgeschichte. Band 56); 2., erweiterte Auflage: C. H. Beck, München 1970, ISBN 3-406-01982-X, S. 138–155.

### Aktuelle Situation
- Peter Koch / Reimar Oltmanns: Die Würde des Menschen – Folter in unserer Zeit. Goldmann, München 1979, ISBN 3-442-11231-1.
- Horst Herrmann: Die Folter. Eine Enzyklopädie des Grauens. Eichborn Verlag, Frankfurt am Main 2004, ISBN 3-8218-3951-1.
Die bis dato umfassendste Dokumentation von Foltermethoden und -geräten aus Geschichte und Gegenwart.
- Alfred W. McCoy: Foltern und Foltern lassen. 50 Jahre Folterforschung und -Praxis von CIA und US-Militär. Zweitausendeins, Frankfurt 2005, ISBN 3-86150-729-3.
- Cecilia Menjívar, Nestor Rodriguez (Hrsg.): When States Kill: Latin America, the U.S., and Technologies of Terror (Taschenbuch), Texas University Press, Austin 2005. Inhaltsverzeichnis
- Marnia Lazreg: Torture and the Twilight of the Empire. From Algiers to Baghdad, Princeton U.P., Princeton, NJ/Oxford 2008, ISBN 0-691-13135-X.
Historisch-soziologische und psychologische Studie zur Antwort auf die Frage, warum ausgerechnet in einem war on terror Folter gerechtfertigt werde.[94]
- Manfred Nowak: Folter: Die Alltäglichkeit des Unfassbaren.[95] Kremayr & Scheriau, 2012, ISBN 978-3-218-00833-4.

### Diskussion um Folter
- Winfried Brugger: Vom unbedingten Verbot der Folter zum bedingten Recht auf Folter? In: JZ 2000, S. 165–173.
- Jan Philipp Reemtsma: Folter im Rechtsstaat? Hamburger Edition, Hamburg 2005, ISBN 3-936096-55-4.
- Gerhard Beestermöller (Hrsg.): Rückkehr der Folter. Der Rechtsstaat im Zwielicht? Beck, München 2006, ISBN 3-406-54112-7.
- Frank Meier: Gilt das Verbot der Folter absolut? Ethische Probleme polizeilicher Zwangsmaßnahmen zwischen Achtung und Schutz der Menschenwürde. Mentis, Münster 2016, ISBN 978-3-95743-043-4. Sammelband über die rechts- und sozialwissenschaftlichen Aspekte der Folterdiskussion in Deutschland.
- Björn Beutler: Strafbarkeit der Folter zu Vernehmungszwecken. Unter besonderer Berücksichtigung des Verfassungs- und Völkerrechts. Peter Lang, Frankfurt a. M. 2006, ISBN 3-631-55723-X.
- Alexander Stein: Das Verbot der Folter im internationalen und nationalen Recht. Unter Betrachtung seiner Durchsetzungsinstrumente und seines absoluten Charakters. Verlag Dr. Kovac, Hamburg 2007, ISBN 978-3-8300-3199-4.
- Shane O’Mara: Why Torture Doesn't Work: The Neuroscience of Interrogation. Harvard University Press, 2015, ISBN 978-0-674-74390-8.

### Opfer von Folter
- Angelika Birck, Christian Pross, Johan Lansen (Hrsg.): Das Unsagbare – Die Arbeit mit Traumatisierten im Behandlungszentrum für Folteropfer Berlin. Berlin 2002.
- Urs M. Fiechtner, Stefan Drößler, Pascal Bercher, Johannes Schlichenmaier (Hrsg.): Verteidigung der Menschenwürde. Die Arbeit des Behandlungszentrums für Folteropfer Ulm (BFU). 2. Aufl., Band 5, Edition Kettenbruch, Ulm / Stuttgart / Aachen 2015.

### Definition
- Amnesty International Sektion Schweiz: Was ist Folter?
- Folter-Definition nach Angelika Birck (* 16. November 1971; † 7. Juni 2004) vom Behandlungszentrum für Folteropfer Berlin, 9. Juli 2004.
- Eintrag in Edward N. Zalta (Hrsg.): Stanford Encyclopedia of Philosophy.

### Verschiedene Aspekte
- Folterexperten – Die geheimen Methoden der CIA, auf GoogleVideo (Dokumentation des SWR vom 9. Juli 2007)
- Folter im Rechtsstaat – Die Bundesrepublik nach dem Entführungsfall Jakob von Metzler – als E-Book aufgearbeitete Studienarbeit, Universität Gießen, 2004
- KUBARK-Handbuch, deutsch (PDF; 448 kB) und englisch (PDF-Datei; 437 kB)
- Daniela Haas: Folter und Trauma. Therapieansätze für Betroffene. BIS-Verlag, Oldenburg 1999 (= Diplomarbeit, Universität Oldenburg, 1997)
- Christian Bommarius: Widerstand gegen Folter. Ex-US-Militärankläger von Anwaltverein ausgezeichnet. In: Berliner Zeitung. 16. November 2009, abgerufen am 10. Juni 2015.
- Ausweiskontrolle: Kalkulierter Schmerz, Kolumne, evolver.at, Februar 2005
- „Operation Nasenschlauch“. UN-Ermittler untersuchen neue Vorwürfe aus Guantánamo – und werden von den USA daran gehindert. In: Die Zeit. Nr. 48, 24. November 2005.
- Das Folterverbot. Eine klare Regel und eine paradoxe Praxis., Deutschlandradio, 29. Dezember 2005, von Dieter Rulff, auch als mp3-Datei
- Zypries für Nutzung von Foltergeständnissen. (Memento vom 28. August 2007 im Internet Archive) Netzeitung, 25. Januar 2006
- Jan Philipp Reemtsma: Die Fratze der Folter. Cicero, März 2006
- Folter transnational? Gewaltdarstellungen in amerikanischen und in deutschen Fernsehkrimis. Aufsatz von Christoph Classen mit Filmausschnitten auf Zeitgeschichte-online
- „Waterboarding für 9/11-Chefplaner – Schwere und anhaltende Schäden“. Interview mit Gisela Scheef-Maier, Psychotherapeutin des Behandlungszentrums für Folteropfer. T-Online, April 2014.

## Dokumentarfilme
- Taxi zur Hölle (2007)
- Standard Operating Procedure (2008)
- The Report